# Compagnie générale des omnibus
Pour les articles homonymes, voir CGO.

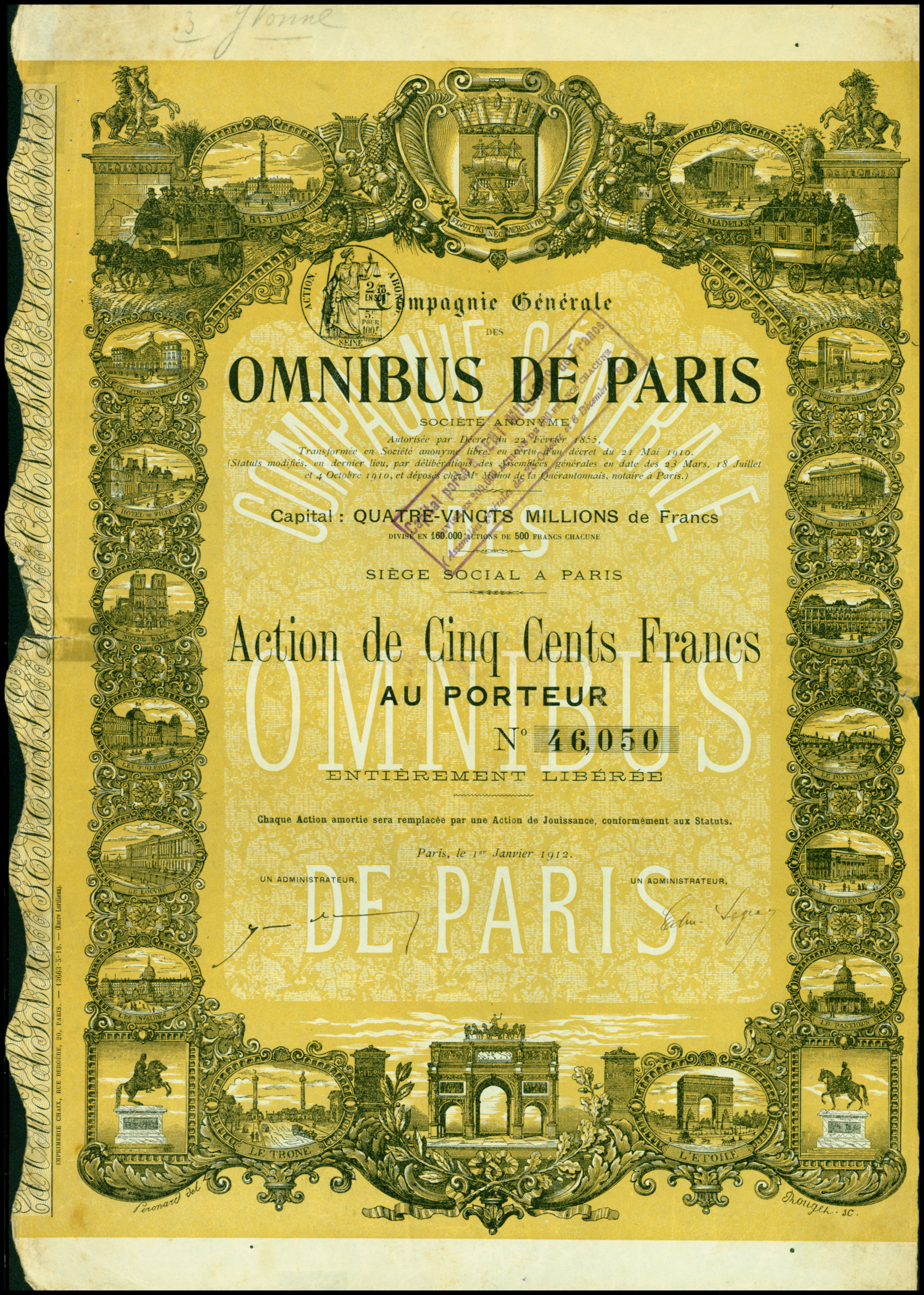
Action de la Compagnie générale des omnibus de Paris en date du 1 janvier 1912.

La Compagnie générale des omnibus (CGO) est constituée en 1855 par fusion de plusieurs compagnies de transports urbains parisiens, sur la pression des autorités de l'époque soucieuses d'organiser le transport public de voyageurs à Paris.
À cette époque de rapides évolutions techniques, la CGO expérimenta de nombreuses techniques : l'omnibus, le tramway, l'autobus, le trolleybus, que ce soit en traction hippomobile, à vapeur, à air comprimé, électrique par accumulateurs ou par captage du courant.
Cette société privée, titulaire d'une concession délivrée par la Ville de Paris, est intégrée le 1er janvier 1921 à la Société des transports en commun de la région parisienne (STCRP), et se trouve être ainsi un lointain ancêtre de l'actuelle Régie autonome des transports parisiens (RATP).

## Histoire

### Les prédécesseurs et la constitution de la CGO
Dès 1662, Blaise Pascal avait eu l'idée, restée sans suite, de faire circuler les carrosses à cinq sols et huit places, décorés aux écussons de la Ville.
En 1826, Stanislas Baudry, un homme d'affaires nantais, met en place un service pour convoyer ses clients du centre-ville de Nantes vers la rue de Richebourg, où se trouvent des bains publics qu'il a créés comme annexe d'une minoterie. Le service est d'abord gratuit, mais il se rend compte que des gens utilisent ce moyen de transport pour leurs déplacements personnels. Il institue alors un accès payant et crée une entreprise spécifique de transport urbain baptisée « La Dame Blanche », s'inspirant du succès de l'opéra-comique de Boieldieu, créé quelques mois auparavant. Il fonde ainsi le premier service français d'omnibus de l'ère contemporaine.
Alors que le seul moyen pour se déplacer est le fiacre, en 1828, le préfet de police de Paris Louis-Marie de Belleyme autorisa l'entreprise de Stanislas Baudry, Boitard et Saint-Céran, l'Entreprise générale des omnibus (EGO) à exploiter une entreprise de voitures destinées à « transporter à bas prix les habitants de certains points de la ville à d'autres points également fixés et en suivant des itinéraires fixés par la ville », avec au plus dix lignes et cent voitures,. La première ligne à itinéraire fixe exploitée allait de la rue de Lancry à la Madeleine et à la Bastille. Elle était desservie par une voiture à chevaux partant tous les quarts d'heure qui pouvait transporter jusqu'à quatorze personnes. L'arrêt était fait à la demande et le prix de la course, 25 cts, demeurait modique.
Entre le 11 avril et le 15 octobre 1828, l'EGO transporta plus de deux millions et demi de voyageurs. En 1854, dernière année de fonctionnement de ces compagnies, elles transportèrent 30 millions de voyageurs.

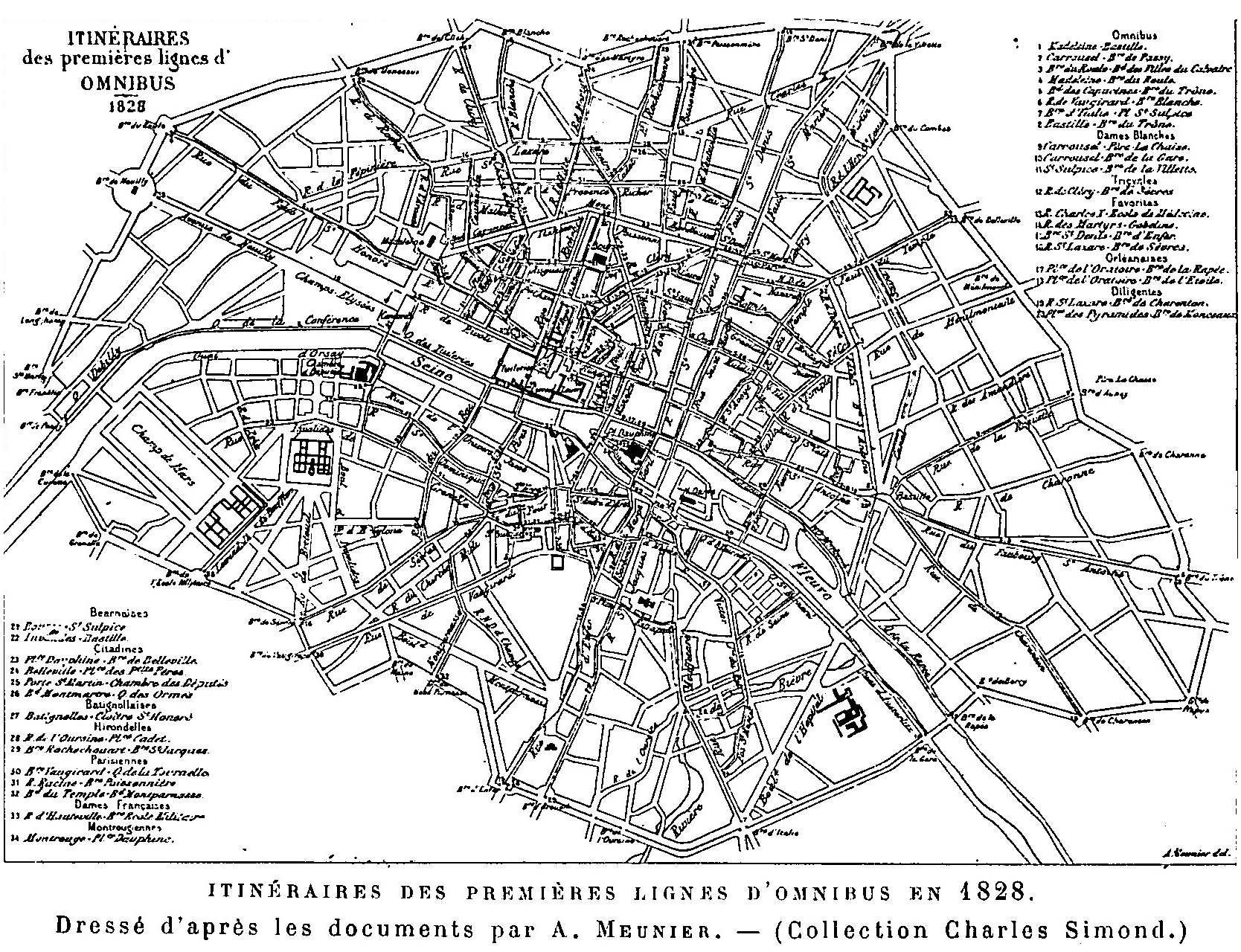
Itinéraire des premières lignes d’omnibus en 1828.

Dès 1829, de nouvelles compagnies s’attaquent au monopole du transport urbain de la Société des Omnibus, établi par le successeur de Stanislas Baudry, Edme Fouquet - Société des Batignollaises, des Gazelles, des Favorites, des Hirondelles, Entreprise des Citadines, des Constantines, des Excellentes, des Béarnaises, des Dames-Réunies,... À la fin de l'année 1829, déjà dix entreprises exploitaient un parc de 264 voitures ; leur nombre montera à une trentaine, encombrant progressivement les rues parisiennes. Agréée par la préfecture, chaque entreprise est propriétaire de son itinéraire et choisit le quartier qu'elle veut desservir. L'administration impose les stationnements, les tarifs et les correspondances.
Le Baron Haussmann, préfet de la Seine, soucieux de faciliter la fluidité de la circulation dans Paris et de limiter les effets néfastes de la concurrence entre compagnies qui exploitaient des tracés parfois identiques, favorisant certains quartiers au détriment d'autres,tout en facilitant les déplacements des touristes à l'Exposition universelle de 1855, décide de la fusion des entreprises, qui est effective en 1855.

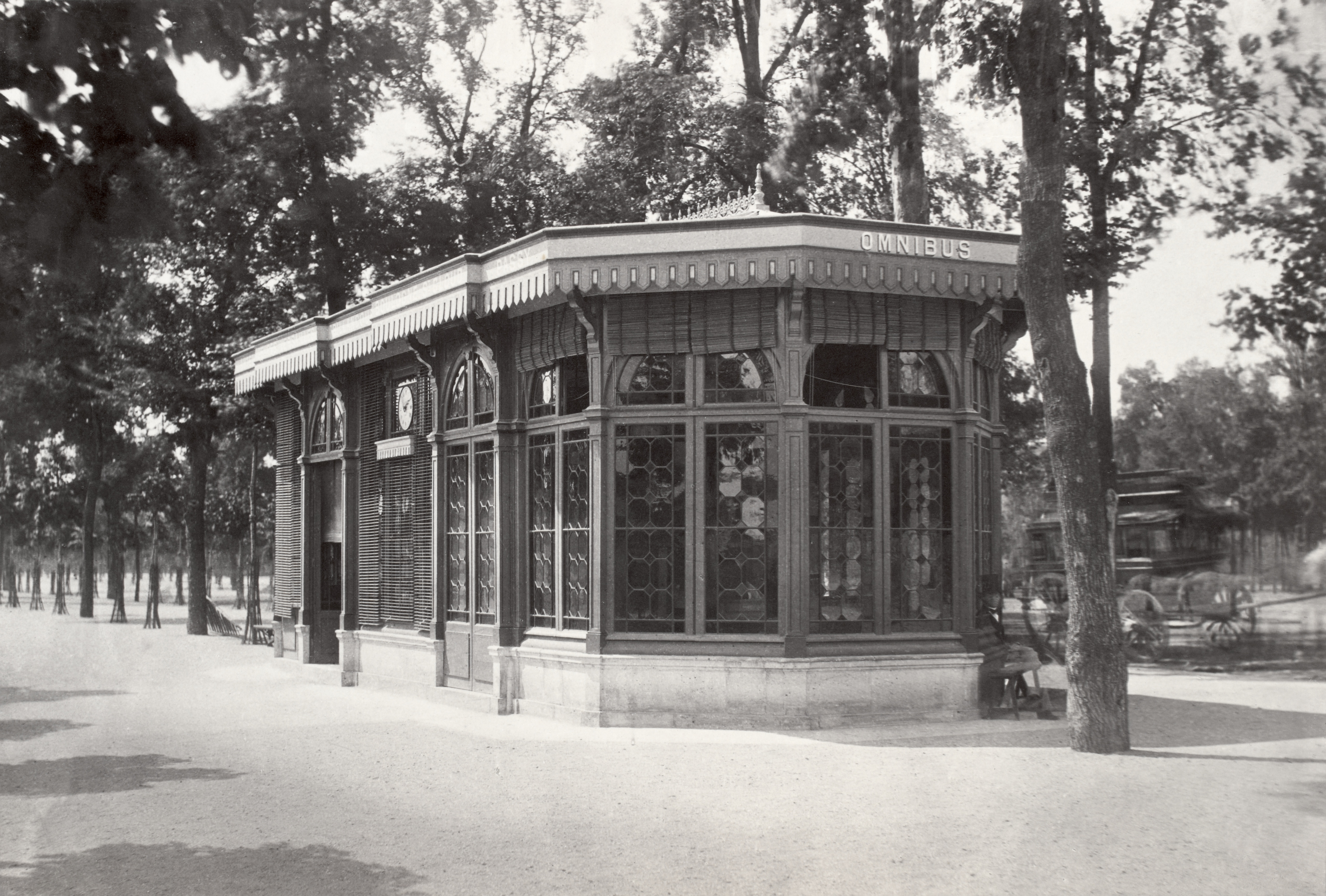
Kiosque de la CGO, place de la Concorde, photographié par Charles Marville, vers 1865.

Le monopole des transports de surface dans Paris intra-muros est donc confié à la Compagnie Générale des Omnibus (CGO) pour une durée de trente ans, du 1er juin 1854 au 31 mai 1884, moyennant une redevance annuelle de 640 000 francs, majorée de 1000 francs par omnibus au-delà du 350e. Ce monopole, confirmé par le décret impérial du 22 février 1855,, permet enfin une réorganisation rationnelle du réseau, sur la base d'un cahier des charges établi par la ville, prévoyant que l'administration pourrait exiger de la compagnie la mise en service de nouvelles lignes dans la banlieue d'alors.
La même année apparait sa concurrente dans le domaine des voitures de louage, la Compagnie générale des petites voitures.
Aristide Moreau-Chaslon (1800-1869) devient le premier président de la CGO, dont les statuts sont approuvés par l'Empereur le 22 février 1855.
En 1857, la CGO absorbe la compagnie d'Alphonse Loubat, qui exploitait à titre expérimental la première ligne de tramway hippomobile de la capitale, qu'on appelait alors chemin de fer américain.
En 1860, à la suite de la loi du 16 juin 1859 qui annexe à Paris les territoires situés « jusqu'au pied de l'enceinte fortifiée », la concession de la CGO est modifiée pour étendre à ces nouveaux territoires parisiens le transport public. La concession est portée à cinquante ans, et la redevance de stationnement due à la ville augmentée, avec une clause de partage des bénéfices,.

### Les omnibus

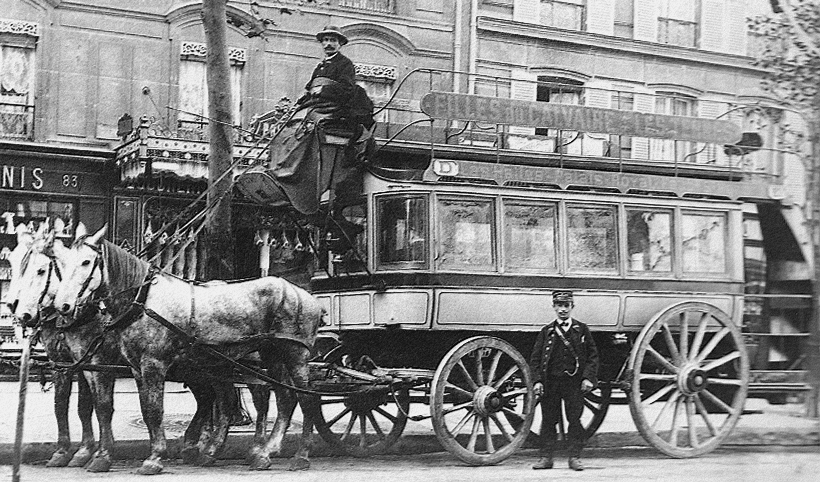
Omnibus CGO à trois chevaux vers 1890, de la ligne D.

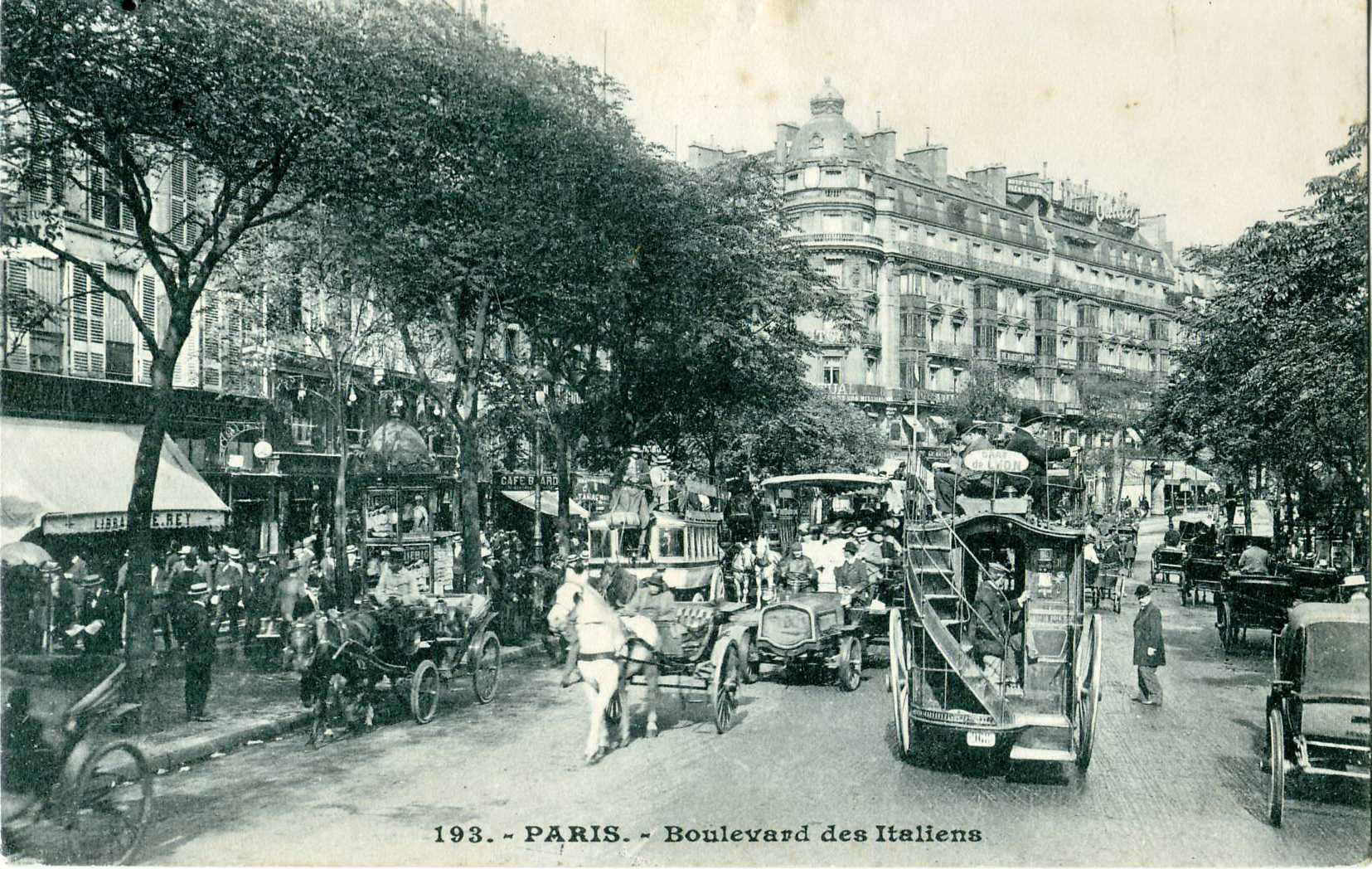
Omnibus pour la gare de Lyon, sur le boulevard des Italiens au début du XXe siècle.
On y voit l'encombrement de la circulation qui existait déjà.

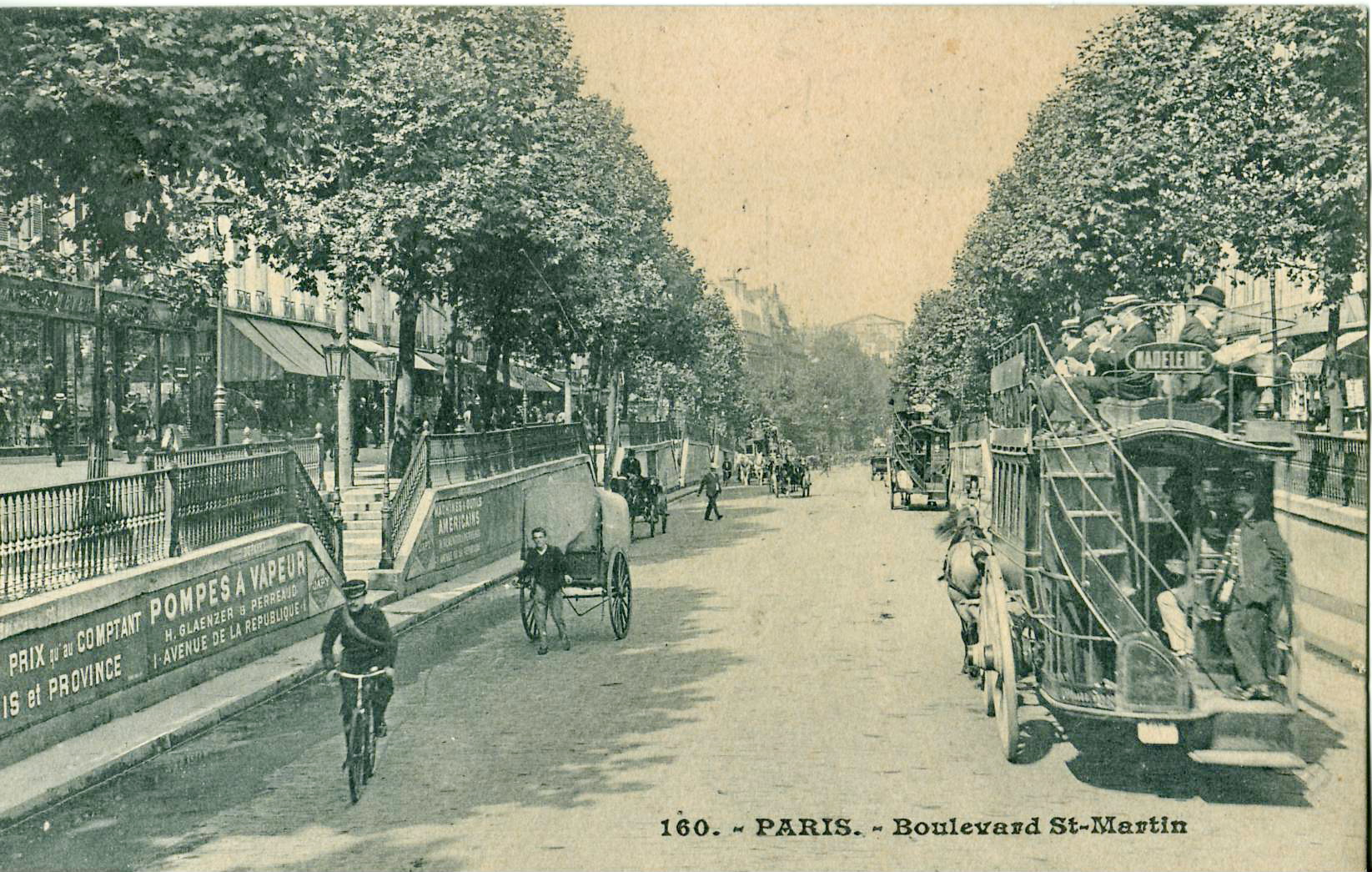
Omnibus de la ligne E, circulant boulevard Saint-Martin.

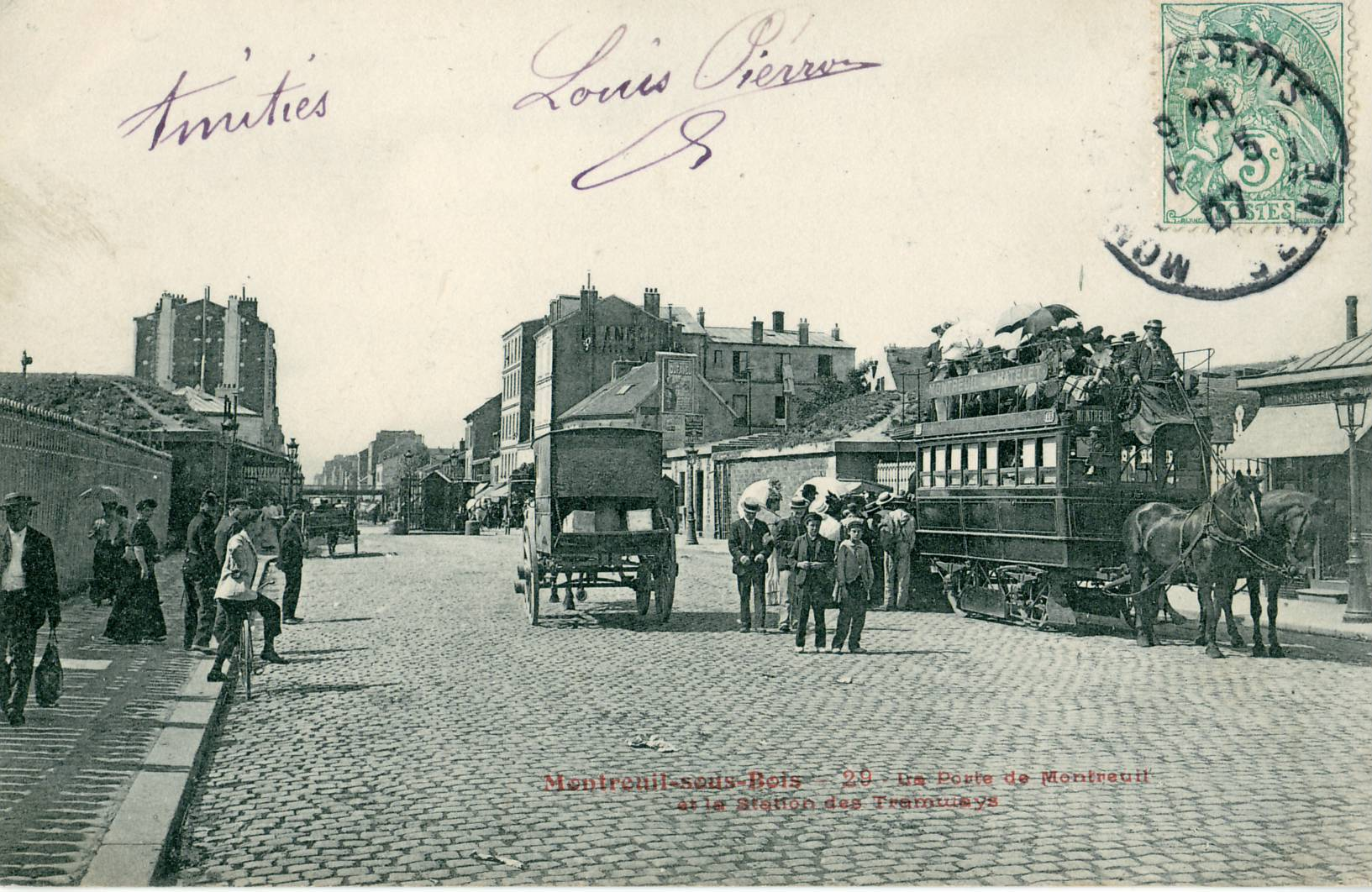
Un omnibus pour la place du Châtelet à la porte de Montreuil. Lent, inconfortable et de capacité limitée, il a été avantageusement remplacé par le métro.

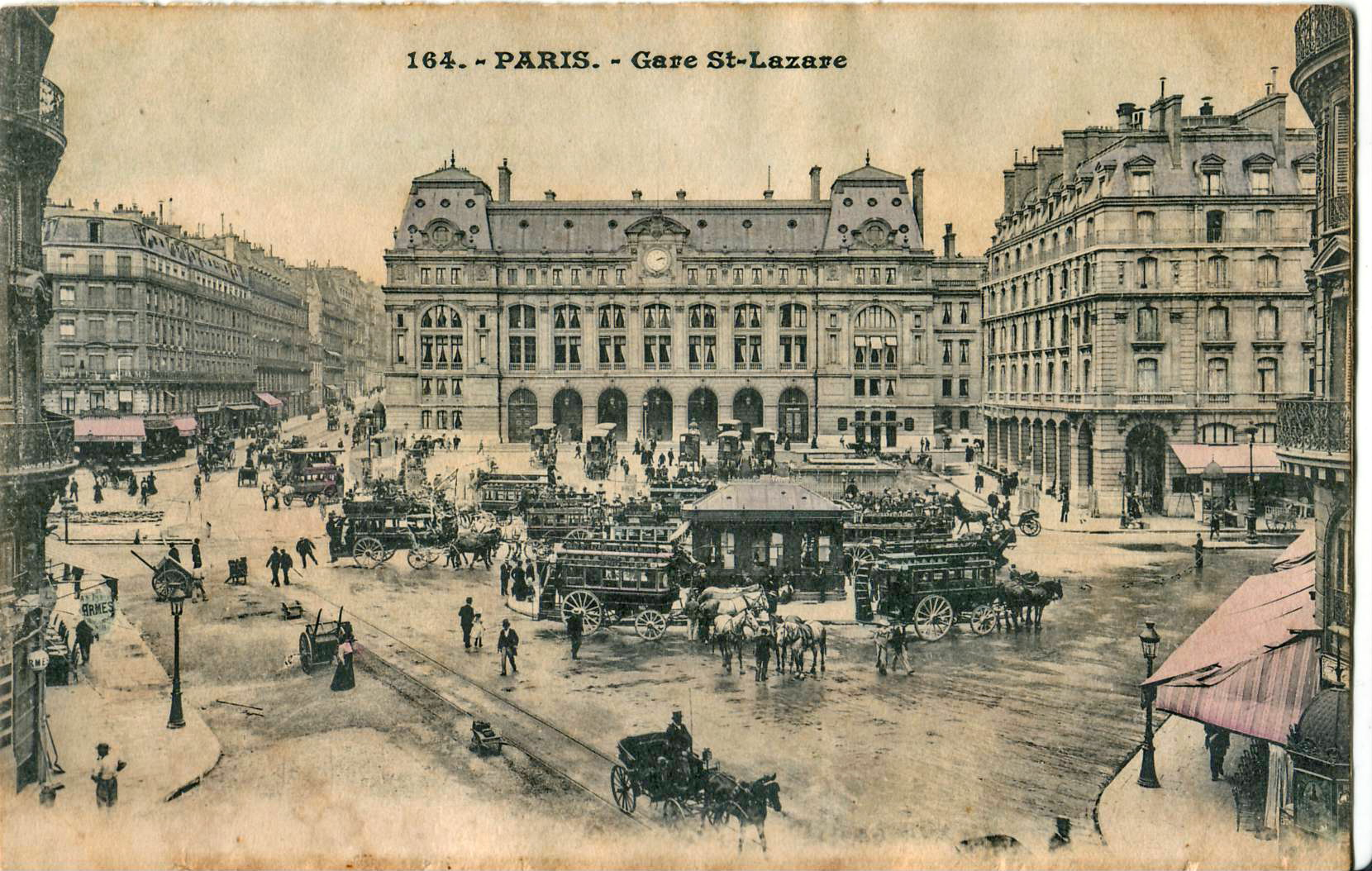
La gare de Paris-Saint-Lazare dans les toutes premières années du XX, avec de nombreux omnibus de la CGO en stationnement

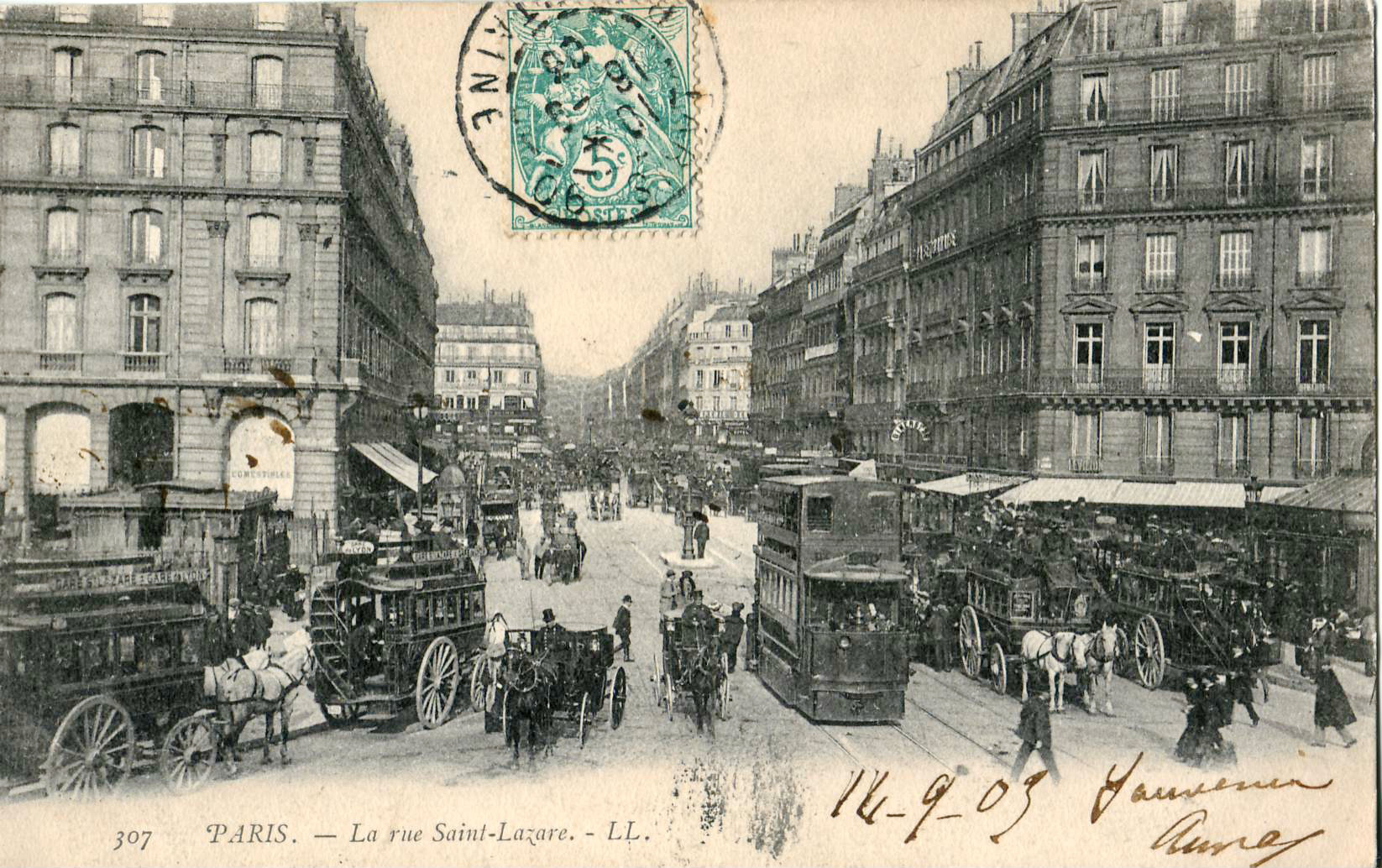
La rue Saint-Lazare au tout début du XX supportait déjà un important trafic de véhicules de transports en commun : de nombreux omnibus et un tramway à air comprimé de la CGO

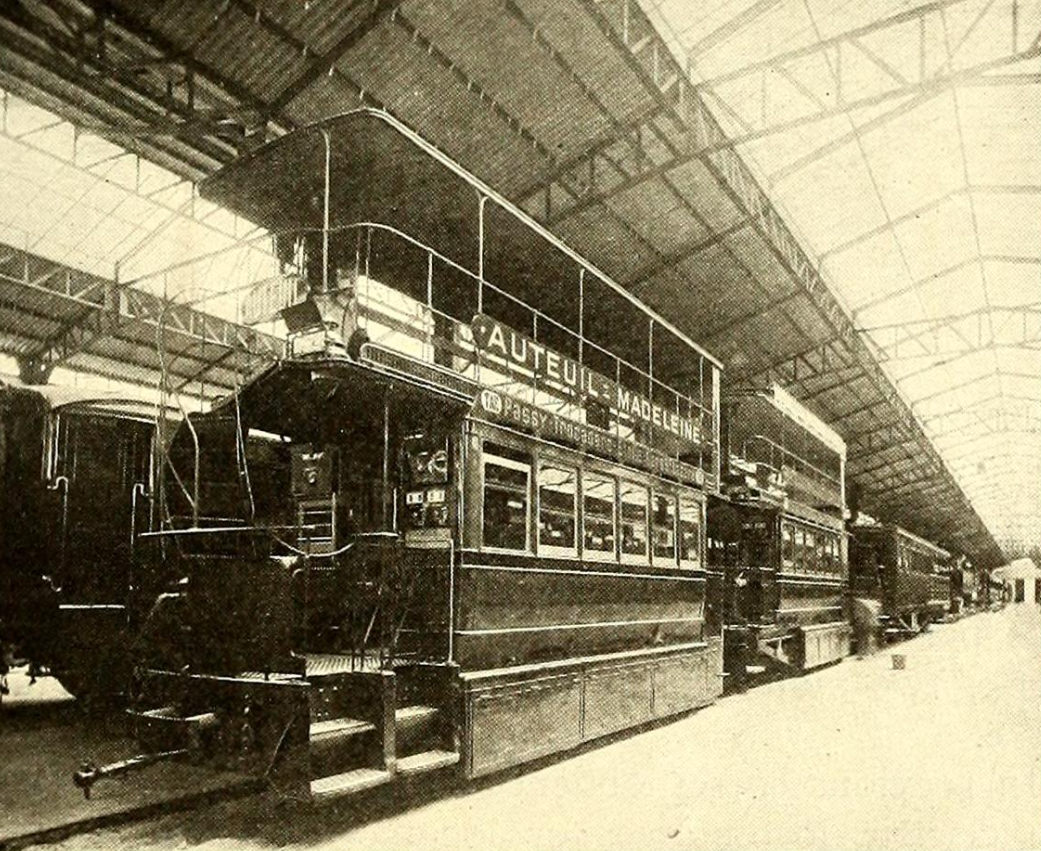
Automotrice Mékarski de 1900.

En 1856, la CGO organise un réseau cohérent de 25 lignes d'omnibus, repérées par une lettre de l'alphabet. Elle dispose alors de 3 286 chevaux et de 569 voitures. Sa trentaine de dépôts est répartie dans et hors les murs. Après avoir obtenu sa concession trentenaire, elle rachète le matériel roulant de ses concurrents et engage leurs 2 436 agents dont 522 cochers, 205 contrôleurs, 365 palefreniers, 91 relayeurs, 61 maréchaux-ferrants et 53 côtiers. Elle exploite alors 25 lignes.
En 1860, elle utilise 503 omnibus et 6 580 chevaux. En 1869, elle emploie 8 971 chevaux, 10 947 en 1877 et 17 323 en 1899.
La CGO met en service en 1855 des omnibus à impériale dont l'accès, particulièrement malaisé se fait par des échelons, puis, en 1878 de lourdes voitures de 40 places à plate-forme arrière et dotées d'un escalier hélicoïdal d'accès à l'impériale, mais dont le poids nécessitait d'être tractées par trois chevaux. En 1889, elle met en service un type de voiture moins lourd, offrant 30 places, également à impériale et tirée par deux chevaux.
En 1883, la CGO exploitait les lignes d'omnibus suivantes :
- A : Auteuil - Madeleine (6,596 km) via les rues Jean de La Fontaine, Boulainvilliers, Passy, avenues Franklin, Trocadéro, place de l'Alma, avenue Montaigne, avenue des Champs-Élysées, place de la Concorde, rue Royale.
- B : Trocadéro - Gare de l'Est (5,876 km) via avenue Kléber, rue de Longchamp, rue de Lübeck, rue Boissière, rue Pierre-Charron, rue La Boétie, rue de la Pépinière, rue Saint-Lazare, rue de Châteaudun, rue La Fayette, rue de Chabrol, boulevard de Strasbourg.
- C : Porte Maillot - Hôtel de Ville (5,600 km) via avenue de la Grande-Armée, Place de l'Étoile, avenue des Champs-Élysées, place de la Concorde, rue de Rivoli, rue Saint-Denis, place du Châtelet, avenue Victoria.
- D : Ternes - Boulevard des Filles-du-Calvaire (7,447 km) via place des Ternes, rue du Faubourg-Saint-Honoré, rue Royale, Place de la Madeleine, rue Duphot, rue Saint-Honoré, place du Palais-Royal, rue de Rivoli, Rue du Pont-Neuf, rue Baltard, Pointe Saint-Eustache, rue de Turbigo, rue Réaumur, rue de Bretagne, rue des Filles-du-Calvaire, boulevard du Temple.
- E : Madeleine - Bastille (4,588 km) par les Grands Boulevards : boulevards de la Madeleine, des Capucines, des Italiens, Montmartre, Poissonnière, Bonne-Nouvelle, Saint-Denis, Saint-Martin, du Temple, des Filles-du-Calvaire, Beaumarchais, Place de la Bastille, Boulevard Bourdon (près du canal Saint-Martin).
- F : Place Wagram - Bastille (6,966 km) via boulevard Malesherbes, rues Jouffroy, Tocqueville, de Lévis, boulevard des Batignolles, rues Andrieux, de Constantinople, de Rome, Saint-Lazare, place du Havre, rues du Havre, Auber, place de l'Opéra, rue du Quatre-Septembre, place de la Bourse, rues Notre-Dame-des-Victoires, Vide-Gousset, place des Victoires, rues Croix-des-Petits-Champs, Coquillière, Rambuteau, des Francs-Bourgeois, place des Vosges, rue du Pas-de-la-Mule, boulevard Beaumarchais.
- G : Place des Batignolles - Jardin des Plantes (6,723 km).
- H : Clichy - Place de l'Odéon (6,756 km).
- I : Place Pigalle - Halle aux Vins (5,387 km).
- J : Montmartre (place Jules Joffrin) - Place Saint-Jacques (7,503 km).
- K : Gare du Nord - Boulevard Saint-Marcel (5,773 km).
- L : La Villette - Place Saint-Sulpice (7,500 km).
- M : 276 rue de Belleville - Arts-et-Métiers (5,727 km).
- N : 25 rue de Belleville - Louvre (3,852 km).
- O : Ménilmontant - Gare Montparnasse (7,334 km).
- P : Charonne (149 rue de Bagnolet) - Place d'Italie (6,313 km).
- Q : Plaisance (198 rue de Vanves) - Hôtel de Ville (5,577 km).
- R : Gare de Lyon - Saint-Philippe-du-Roule (6,372 km).
- S : Barrière de Charenton - Place de la République (5,58 km).
- T : Gare d'Orléans - Square Montholon (5,337 km).
- U : Parc Montsouris (Avenue Reille - Place de la République (6,218 km).
- V : Maine (Boulevard de Vaugirard) - Gare du Nord (7,540 km).
- X : Vaugirard (rue Blomet) - Gare Saint-Lazare (6,100 km).
- Y : Grenelle (Rue du Théâtre) - Porte Saint-Martin (7,235 km).
- Z : Grenelle (Rue Mademoiselle) - Bastille (6,979 km).
- AB : Passy (Place de Passy) - Place de la Bourse (6,280 km).
- AC : Petite-Villette (Rue du Hainaut) - Champs-Élysées (Cours la Reine) (6,79 km).
- AD : Place de la République - École militaire (6,985 km).
- AE : Forges d'Ivry - Pont Saint-Michel (6,402 km).
- AF : Panthéon - Place de Courcelles (7,567 km).
- AG : Vaugirard (Porte de Versailles) - Louvre (6,043 km).
- AH : Quartier d'Auteuil (Place de l'Embarcadère) - Place Saint-Sulpice) (6,334 km).
- AI : Gare Saint-Lazare - Place Saint-Michel) (3,250 km).
- AJ : Parc Monceau- Quartier de la Villette (Place de Bitche) (6,100 km).

Malgré le développement de ses tramways, la CGO exploitait encore en 1889 quarante sept lignes d'omnibus, avec 742 voitures, qui transportèrent 145 930 894 voyageurs En effet, elle avait l'obligation contractuelle de créer une nouvelle ligne d'omnibus à chaque fois qu'une ligne de tramway supprimait une ligne d'omnibus. Par ailleurs, l'administration refusait l'installation de rails de tramways sur certaines artères prestigieuses (Champs-Élysées, avenue de l'Opéra et Grands Boulevards entre la Madeleine et la République), et les lignes d'omnibus qui suivaient ces itinéraires assuraient un service très intense.
Elle fait partie des dix premières capitalisations dès 1891, à la Bourse de Paris, où les sociétés de services (banque, transport, distribution de gaz ou d'électricité) sont dominantes.

Pour l'exposition universelle de 1900, la CGO s'est dotée de 17 496 chevaux pour assurer le transport des visiteurs. L'entretien et le renouvellement de la cavalerie représentent alors 50,4 pour cent des dépenses totales d'exploitation dont 79 pour cent pour la seule nourriture. Elle récupère quelques profits avec la vente du fumier aux agriculteurs, des poils de la tonte à l'industrie et des animaux réformés à la boucherie, mais cela est nettement insuffisant. Dès lors, elle reconvertit son matériel d'exploitation et le remplace par la traction mécanique. La cavalerie est liquidée entre 1900 et 1909. Les derniers omnibus à chevaux de la CGO circulèrent en janvier 1913.

### Les tramways

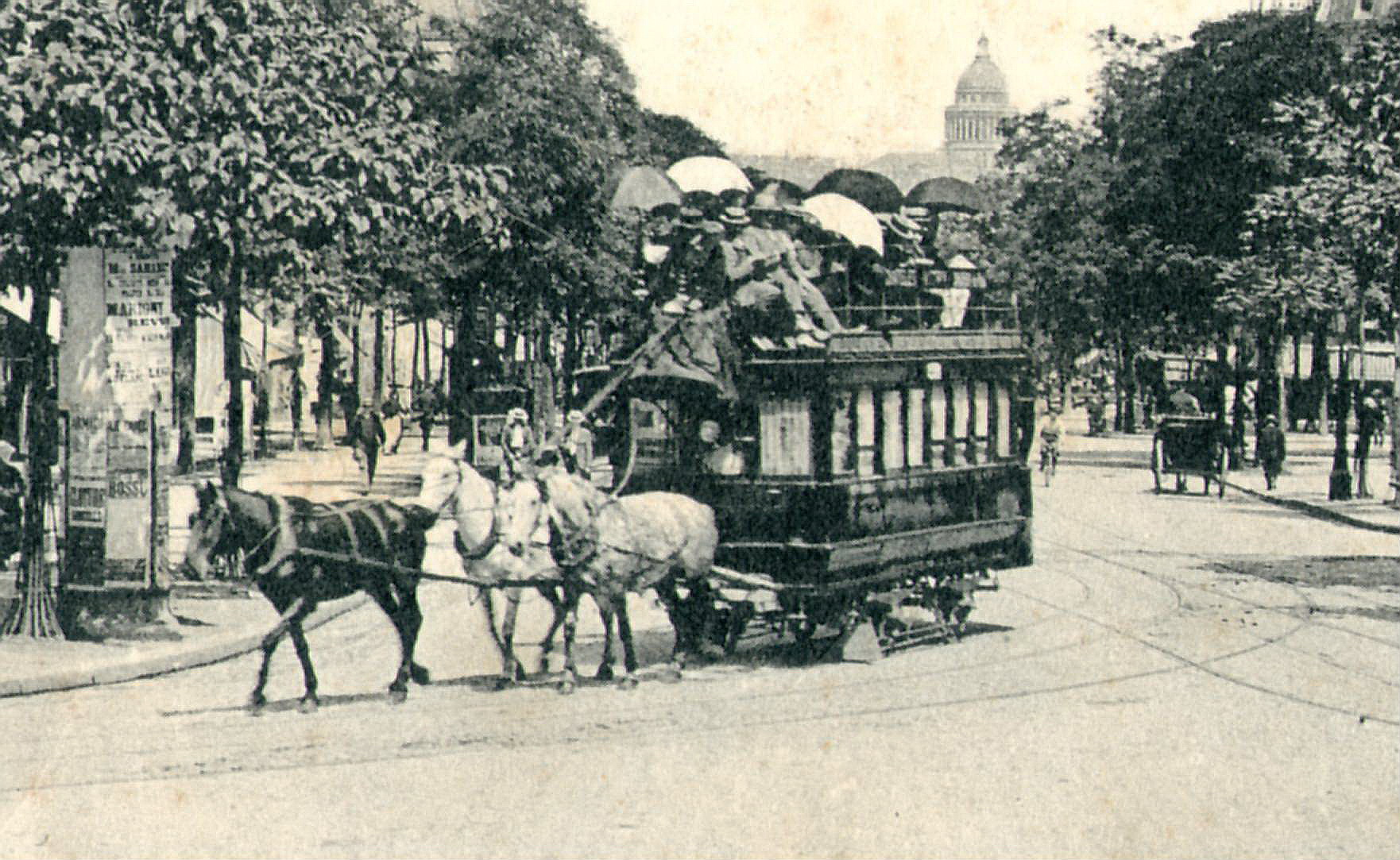
Tramway hippomobile, avenue des Gobelins. Les passagers de l'impériale ne sont protégés des intempéries que par leurs… parapluies !

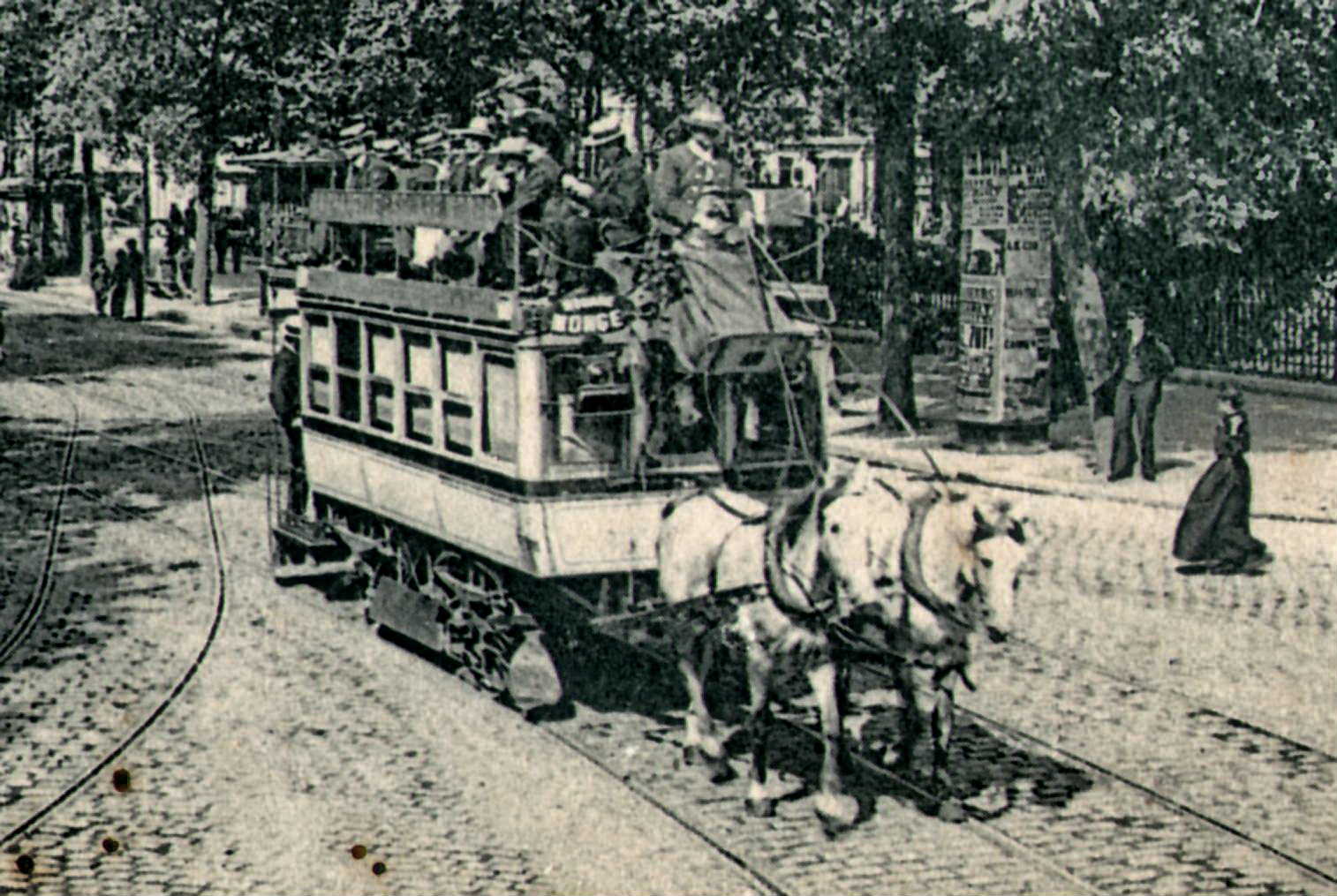
Tramway hippomobile, ligne La Chapelle - Square Monge.

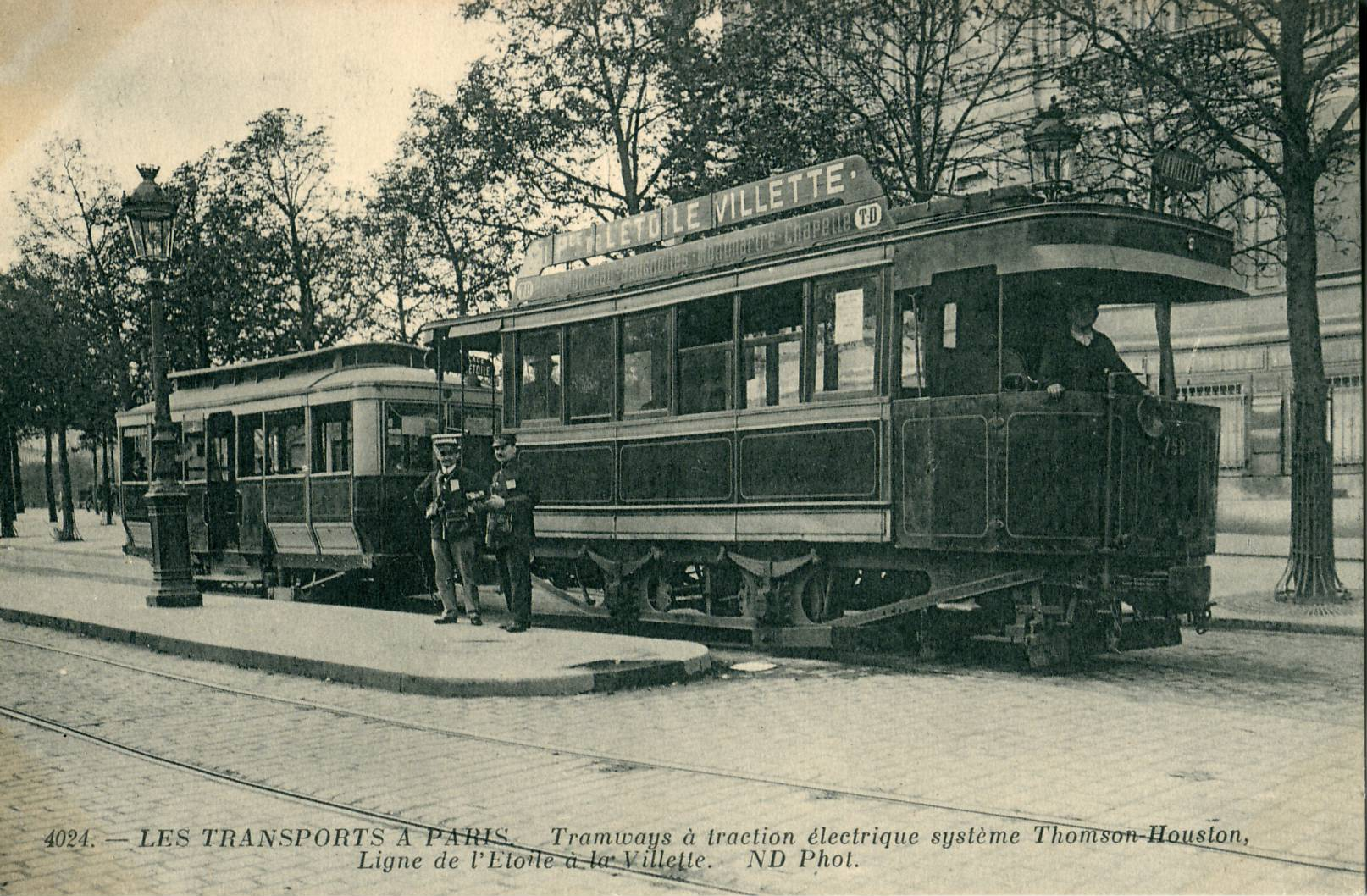
Automotrice Purrey n° 758 de la ligne TD (Ligne Place de l'Étoile - Villette).

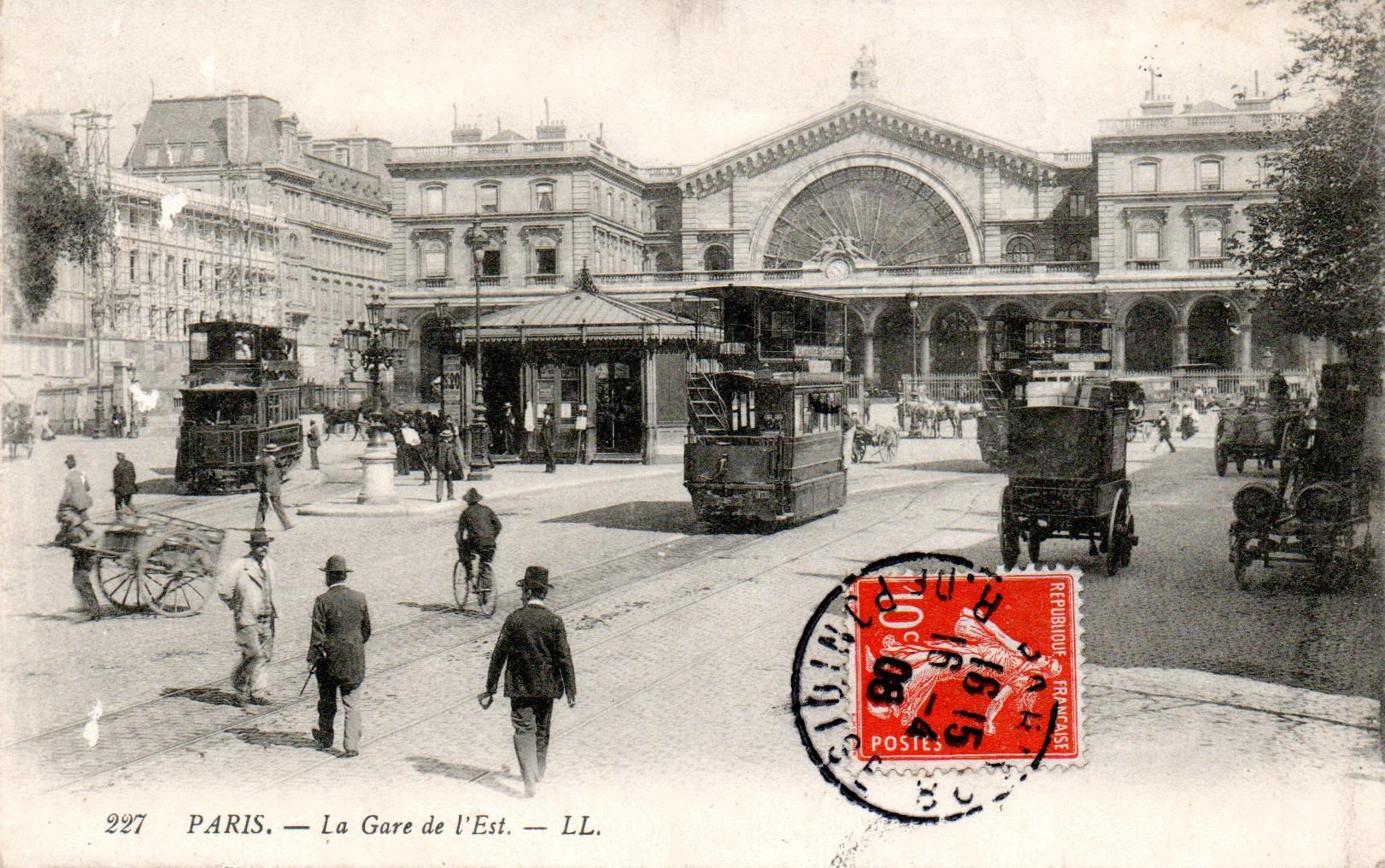
Automotrice Serpollet à gauche et automotrice Mékarski à droite, devant la gare de l'Est.

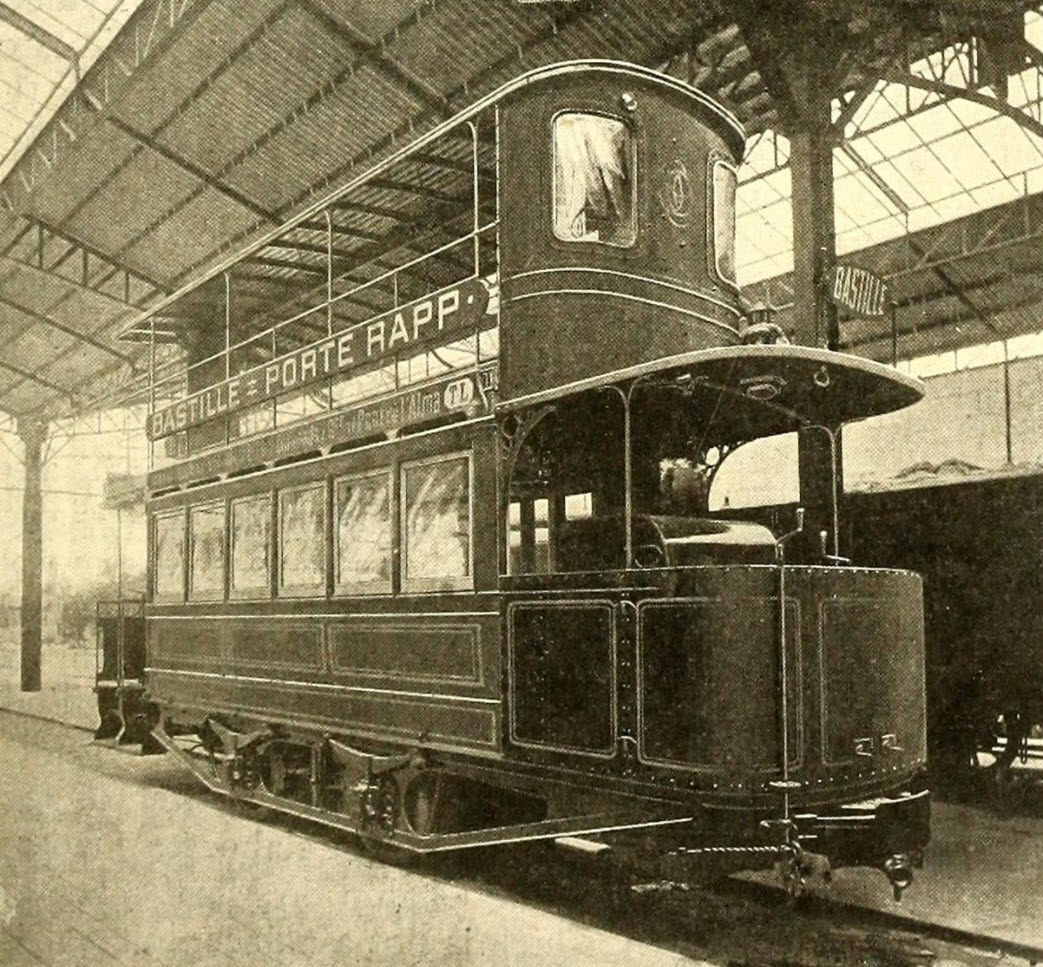
Automotrice Purrey en 1900.

L'expérimentation d'Alphonse Loubat sur la ligne Concorde-Pont de Sèvres montre une plus grande efficacité des véhicules à traction hippomobile sur rails. Le tramway hippomobile (ou Chemin de fer américain) devient à partir des années 1870, un concurrent sérieux pour les omnibus. La voie constituée de rails encastrés ne gênait plus la circulation.
En 1872, la préfecture de la Seine réalisait une importante étude en vue de l'exploitation de tramways à Paris et en banlieue. Elle aboutit à la volonté du département de la Seine de réaliser un tel réseau.
Le décret du 9 août 1873 concède au département de la Seine un réseau comprenant une ligne circulaire dans Paris (scindée en cinq tronçons exploités de manière autonome) et dix lignes en banlieue, soit un ensemble de 105,3 km.
La ligne circulaire est rétrocédée à la CGO alors que les lignes de banlieue sont concédées à deux nouvelles entreprises : les Tramways Nord et les Tramways Sud,.
La CGO, qui refusait jusqu'alors tout investissement fut contrainte de s'engager dans la création d'un réseau de tramways à Paris et d'admettre la création de compagnies de tramways dans le reste du département de la Seine.
Le 15 juin 1873, la CGO met en service une première ligne de tramway entre le Louvre et Vincennes, prolongement naturel de la ligne du chemin de fer américain d'Alphonse Loubat, en service depuis une vingtaine d'années.
Le 18 juin 1873, une seconde ligne est ouverte entre l'Étoile et la Villette. Le matériel roulant est dérivé de celui de ses omnibus, mais sensiblement plus long, avec un seul accès à l'arrière. Ces voitures unidirectionnelles nécessitent des installations de retournement aux terminus, boucles ou plaques tournantes.
Le 15 novembre 1876, la CGO expérimente une automotrice à vapeur entre La Villette et la Place du Trône, mais cet essai, jugé infructueux, fut abandonné et la compagnie revint pour de longues années à la traction hippomobile.
Un ouvrage de 1880 indique que la CGO exploitait les lignes suivantes :
1. Les deux lignes qui conduisent de l'Étoile au Trône (10,500 km)
2. Du cimetière Saint-Ouen à la Bastille (6,850 km)
3. Du Louvre au pont de Charenton (8,500 km)
4. De la Chapelle au square Monge (6,300 km)
5. De la Gare de l'Est à Montrouge (6,350 km)
6. Du chemin de fer de Ceinture (avenue de Vincennes) aux Halles (5,450 km)
7. Du Louvre à la Muette (6,200 km)
8. De la Bastille à l'avenue d'Antin, par le boulevard Saint-Germain (5,500 km)
9. De la gare d'Orléans au Champ de Mars et à la place de l'Alma (5,750 km)
10. Du boulevard Haussmann (au coin de la rue de Rome), à Passy, par le Trocadéro (5,700 km)

soit 67,1 km de lignes, ainsi que l'ancienne concession de Alphonse Loubat (29,250 km) et une contribution à l'exploitation du Tramway de Paris à Versailles.
En 1889, la CGO utilise 350 tramways hippomobiles sur 26 lignes parisiennes, qui transportent 97 449 890 voyageurs, et 149 tramways à traction mécanique répartis sur 10 lignes, au profit de 36 691 631 voyageurs.
Certains de ces tramways mécaniques étaient mus par la vapeur, système Rowan. Bruyants, ils n'étaient guère appréciés par les voyageurs en raison du panache de vapeur qui entourait les véhicules. Cela permettait de les repérer de loin mais cette vapeur se condensait ensuite sur les passants…
À partir de 1894, neuf lignes parisiennes de la CGO furent équipées de plus d’une centaine de tramways Mékarski à air comprimé. Ces tramways circulèrent sur certaines lignes jusqu'en 1914 avec l'avantage d'être plus silencieux et moins polluants que les tramways Rowan.
Jusqu'en 1900, la CGO, soucieuse d'éviter des investissements massifs qui nuiraient à sa rentabilité, refuse de créer des lignes dans les secteurs périphériques de Paris, occasionnant le mécontentement des parisiens et de l'administration.
La CGO décida donc de favoriser l'émergence d'autres compagnies privées pour améliorer le transport public parisien. Ce fut le cas en 1889 de la concession du tramway funiculaire de Belleville, propriété d'une compagnie autonome, puis du métro, concédé à la CMP du Baron Empain.
Il faut attendre 1912 pour que la CGO investisse massivement dans l'électrification de son réseau, exploité jusque-là en traction vapeur ou en traction animale.
La dernière ligne hippomobile à Paris intra-muros cesse son service le 12 janvier 1913.

### La cavalerie

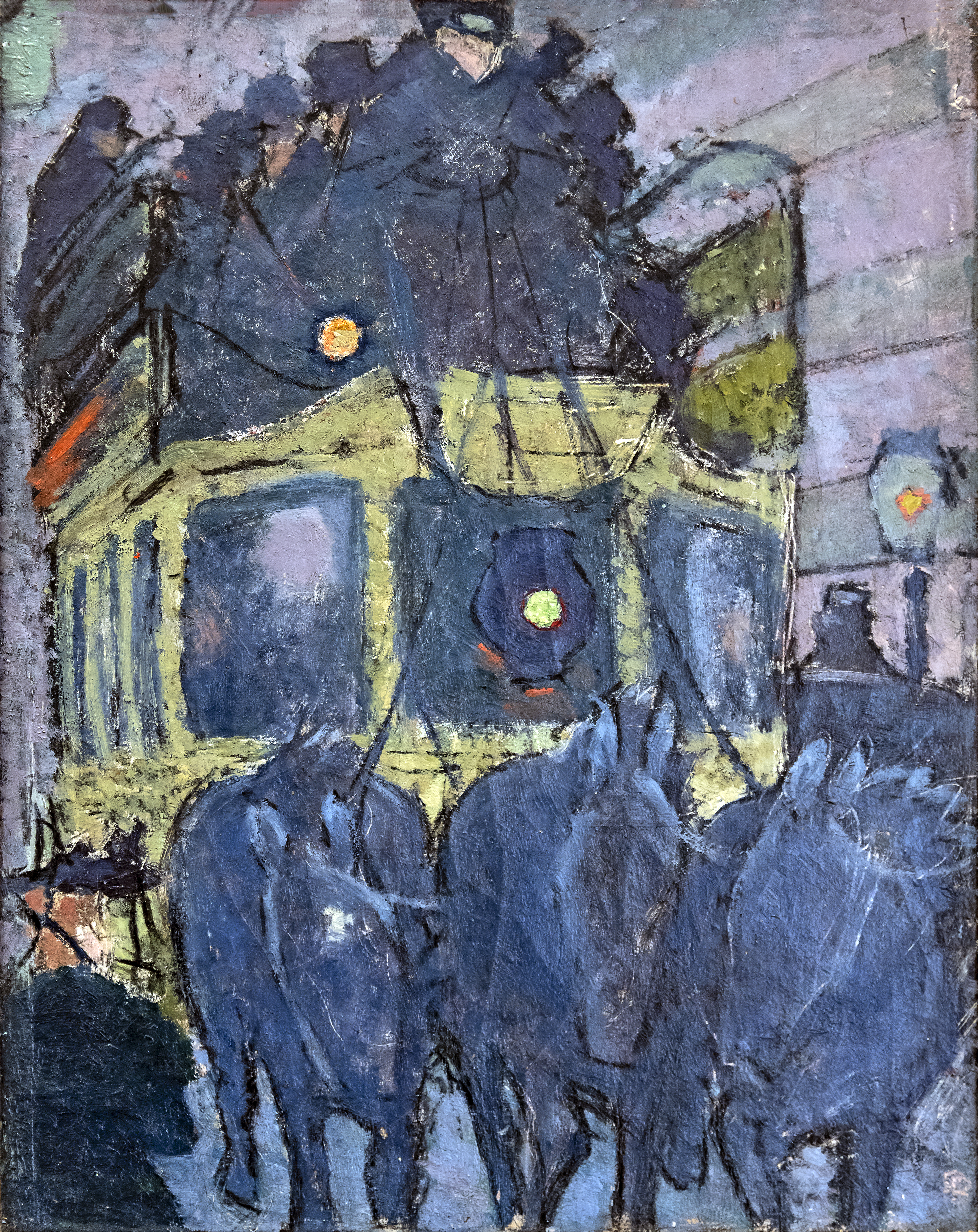
L'Omnibus Panthéon-Courcelles par Pierre Bonnard vers 1890.

La cavalerie est l'un des outils de travail majeurs de la CGO dont le coût d'exploitation se révélera de plus en plus important. Elle augmente jusqu'en 1900 avec 6 580 chevaux en 1860, 10 947 en 1877 et 17 323 en 1899.
Les chevaux sont utilisés pendant quatre ou cinq ans. La remonte porte sur 3 à 4 000 chevaux chaque année. La CGO achète des chevaux français; ses commissions d'achats vont régulièrement dans les foires et marchés du Perche, du Pays de Caux, des Ardennes et du Berry pour choisir des sujets de cinq à neuf ans. La robe doit être foncée car c'est la couleur jugée la plus seyante pour les appareillages. Les chevaux sont d'abord de petite taille, de 1,53 m à 1,56 m, pour ensuite être choisis plus grands, de 1,60 m à 1,65 m, quand sont mis en service en 1862 les omnibus à 26 places et en 1866, ceux à 28 places. La moitié des effectifs est composée de chevaux entiers, hongres et juments composant la seconde moitié. Le cheval de trait percheron réputé pour sa robustesse compose la moitié de la cavalerie. Il deviendra ainsi le symbole du cheval des transports.
À son arrivée, il subit une préparation à son usage futur. Son matricule est inscrit au-dessus de son râtelier avant qu'il ne soit marqué à chaud sur le côté gauche de l'encolure une fois les neuf jours de garantie légale écoulée. Le lendemain, il effectue son premier aller-retour sur la ligne, le tour. Il bénéficie ensuite d'une période de repos de 60 jours pendant lesquels il est accoutumé à son trajet, jusqu' à ce que le vétérinaire le déclare apte à mettre sur les rangs. Au 61e jour, il accomplit sur les rangs des deux-tiers du travail d'un cheval fait et ce jusqu'à ce que le vétérinaire le déclare parfaitement apte. Il quitte alors l'écurie placée sous contrôle vétérinaire et rejoint celle des chevaux faits.
Le règlement de la CGO stipule que le cocher doit traiter les chevaux avec douceur. Il lui est interdit de rester sur son siège pour essayer de relever à coup de fouet un cheval qui serait tombé, de surmener son attelage s'il est en retard, de s'arrêter brusquement mais de ralentir avant la fin de la course pour éviter le "coup de collier". La Société Protectrice des Animaux note ainsi peu de mauvais traitements du fait des employés de la CGO.
Si les voitures à plate-forme et impériale sont plus lourdes que les omnibus, l'effort est moindre pour les chevaux car moins saccadé. Le cheval accomplit toujours le même trajet, avec les mêmes arrêts, plus ou moins fréquents, et aux mêmes allures réglementées. Il travaille 4 h par jour et parcourt 17 à 18 km. L'effort de traction est très calculé, la CGO l'estime à 92 min sur les tramways et à 96 min sur les omnibus. La CGO tient compte des difficultés du trajet, notamment du pavage plus ou moins accrocheur, des inégalités de terrain comme les pentes, et des aléas météorologiques qui compliquent la traction, comme la pluie ou le verglas.

### Les essais de trolleybus
La CGO expérimenta, sans grand succès, un trolleybus, ou plus exactement, un « électrobus », puisque ce véhicule fourni par Lombard-Gérin captait le courant non par un trolley, mais par un chariot avec poulies suspendues sur les fils de contact et roulant en même temps que le véhicule. Un câble électrique souple reliait le chariot à l'électrobus pour l'alimenter en énergie électrique.
Expérimenté au cours de l'hiver 1900 à Issy-les-Moulineaux, l'électrobus Lombard-Gérin fut mis en service régulier quelques mois plus tard entre la Porte de Vincennes et le lac Daumesnil.
Faute de succès, cette solution fut vite abandonnée et il fallut attendre 1922 pour qu'un nouvel essai soit tenté, par la STCRP qui avait entre-temps succédé à la CGO, sur la ligne à forte rampe entre Enghien-les-Bains et Montmorency.

### La Première Guerre mondiale
L'ensemble du parc d'autobus de la CGO est réquisitionné par l'armée dès la mobilisation, et 500 environ d'entre eux transformés pour le transport de viande pour le front, le surplus servant pour le transport de blessés ou au transport rapide de troupes se rendant sur le front,,,.
Les parisiens ne disposent plus pour leurs déplacements que des omnibus de la CGO, des tramways et  des lignes de métro  de la CMP ou du Nord-Sud et de voitures transformées en autobus,,.

### La fin de la CGO
Compte tenu des grandes difficultés financières qui frappent l'ensemble des transporteurs publics après la fin de la Première Guerre mondiale, la CGO est intégrée en 1921 au sein de la Société des transports en commun de la région parisienne, qui regroupe désormais l'ensemble des transports en commun de surface (ainsi que les dessertes fluviales) du département de la Seine. Le dernier directeur de la CGO, André Mariage, prend la direction de la nouvelle entreprise.

## Lignes

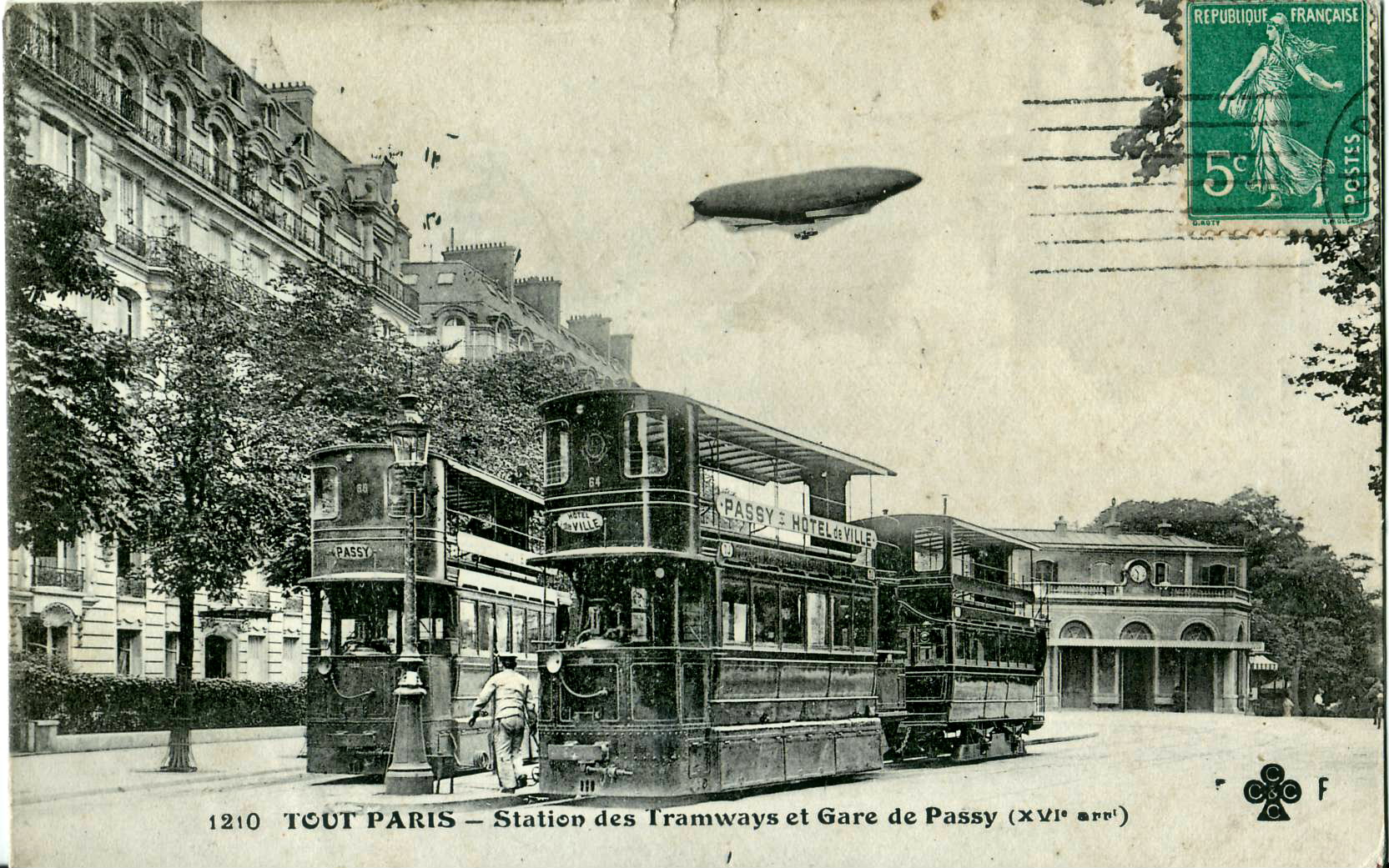
Automotrices Mékarski sur la ligne TJ devant la gare de Passy.

En 1910, l'ensemble des lignes avait la forme suivante :
TA Louvre – Saint Cloud, (fusionnée avec ligne TAB) ;
TB Paris Louvre - Boulogne-Billancourt Pont de Sèvre (fusionnée avec ligne TAB) ;
TC Louvre – Rue de Rivoli – Vincennes ;
TD Étoile – La Villette ;
TE Rond-Point de la Villette – Place de la Nation ;
TF Louvre – Place de la Nation – Cours de Vincennes – Porte de Vincennes ;
TG Gare de l’Est – Montrouge (Porte d’Orléans) ;
TH Porte de la Chapelle – Square Monge ;
TI Bastille – Cimetière de Saint-Ouen ;
TJ Hôtel de Ville (Châtelet) – Passy ;
TK Louvre – Charenton – Créteil ;
TL Bastille – Porte Rapp ;
TM Gare de Lyon – Av. Henri-Martin ;
TN Opéra – Bd. Haussmann – Place de l’Étoile – Passy (Château de la Muette) ;
TO La Madeleine – Boulogne ;
TP Place du Trocadéro – Rond-point de la Villette ;
TQ Les Halles – Porte d'Yvry ;
TR Eglise de Boulogne – Les Moulineaux ;
TV Opéra – Pantin (Église) ;
TX Hôtel de Ville (Châtelet) – Place de la Nation – Montreuil ;
TY Place de la République – Charenton ;
TAB Louvre – Versailles ;
TAC.—   Saint-Sulpice – Auteuil (Gare d’Auteuil-Boulogne) ;
TAD Saint-Augustin – Cours de Vincennes ;
TAF Saint-Augustin – Montrouge (Porte d’Orléans) ;
TAG Opéra – Passy (Château de la Muette) ;
TAH Vaugirard – Gare du Nord.

## Infrastructure

### Traction électrique
L'électrification du réseau a été tardive. La première ligne équipée d'un fil aérien est la ligne TAB entre la Porte de Saint-Cloud et Versailles, le 17 août 1906. La section parisienne intra-muros comprise entre la porte de Saint-Cloud et le Louvre est exploitée en traction mécanique, les rames électriques étant tractées par des locomotives Purrey.
Le 10 juin 1912, une nouvelle ligne est électrifiée, la ligne TE  (Villette - Nation). Ensuite, la totalité du réseau a été transformée. Le programme d'électrification est achevé le 2 août 1914.

### Dépôts
La plupart des dépôts se situent en bout de ligne. Le chef du dépôt est à la fois directeur du personnel et responsable des chevaux et du matériel. Il veille à l'état des chevaux, des harnais et sur la qualité du fourrage qui est distribué. Il dirige les piqueurs qui relaient ses ordres auprès des maréchaux-ferrants, des cochers, des laveurs de voitures et de harnais, des relayeurs et des palefreniers. Il est présent dès 5 h du matin pour assurer le départ des premières voitures. Avec le vétérinaire, il appareille les attelages de façon que ceux-ci soient composés de chevaux de taille et de force égales.
Le cocher prend son service cinq minutes avant le départ. Il inspecte alors sa voiture, le harnachement des chevaux, la ferrure et peut aider les relayeurs à mettre en place l'attelage. Il doit suivre le règlement. Les infractions (ivresse, tenue non réglementaire, impolitesse) sont consignées sur le tableau des punitions et des mises à pied. Après le travail, il aide au dételage et ne peut quitter le dépôt qu'après s'être assuré que les chevaux étaient bouchonnés.
Les heures de départ et de retour des voitures sont consignées sur le tableau de service du dépôt.
En 1889, la CGO dispose de 48 dépôts à Paris et en périphérie. Les voitures sont remisées dans de grandes cours à demi couvertes. Les écuries sont installées au rez-de-chaussée. Les rangées de boxes sont séparées par une large voie de service. Les palefreniers dorment au fond de l'écurie dans une soupente. Du fait des risques d'incendie, les fourrages sont entreposés dans des bâtiments séparés mais peuvent aussi l'être au dessus des remises de voitures ou des écuries. Le fumier et les eaux usées sont évacués par les égouts.
Le dépôt le plus important se situe à la Bastille. Les écuries peuvent accueillir 1 102 chevaux. Ceux des Ternes, Mozart, Montmartre ou Clichy peuvent en accueillir 800. Certains, comme ceux de Mozart, Vallée ou Bastille, ont leurs écuries au premier étage. Les chevaux y accèdent par une rampe pavée de bois ou de briques qui est recouverte d'une épaisse couche de sable afin de réduire le bruit et d'éviter les glissades. D'autres écuries sont souterraines, comme au dépôt de la Contrescarpe. Chaude en hiver et fraîche en été, elles sont toutefois souvent inutilisables car inondées.
La manutention des grains et fourrages est parfois faite par des machines sophistiquées, comme au dépôt de Bastille où les sacs de grains qui arrivent par bateau sont hissés sur la quai par un monte-charge qui les transfère en wagonnets au sous-sol. Les dépôts de fourrages se trouvent hors de Paris afin d'éviter des droits d'octroi. Foin et paille viennent de producteurs de Bourgogne par wagons de ballots pressés, permettant ainsi à la CGO de faire des économies sur le prix de revient du transport par chemin de fer qui se paye au wagon complet. La confection de la ration quotidienne du cheval, un mélange d'avoine, de maïs et de féveroles, est mécanisée et livrée prête à emporter dans le petit sac de ville du cocher.

## Matériel roulant

### Autobus

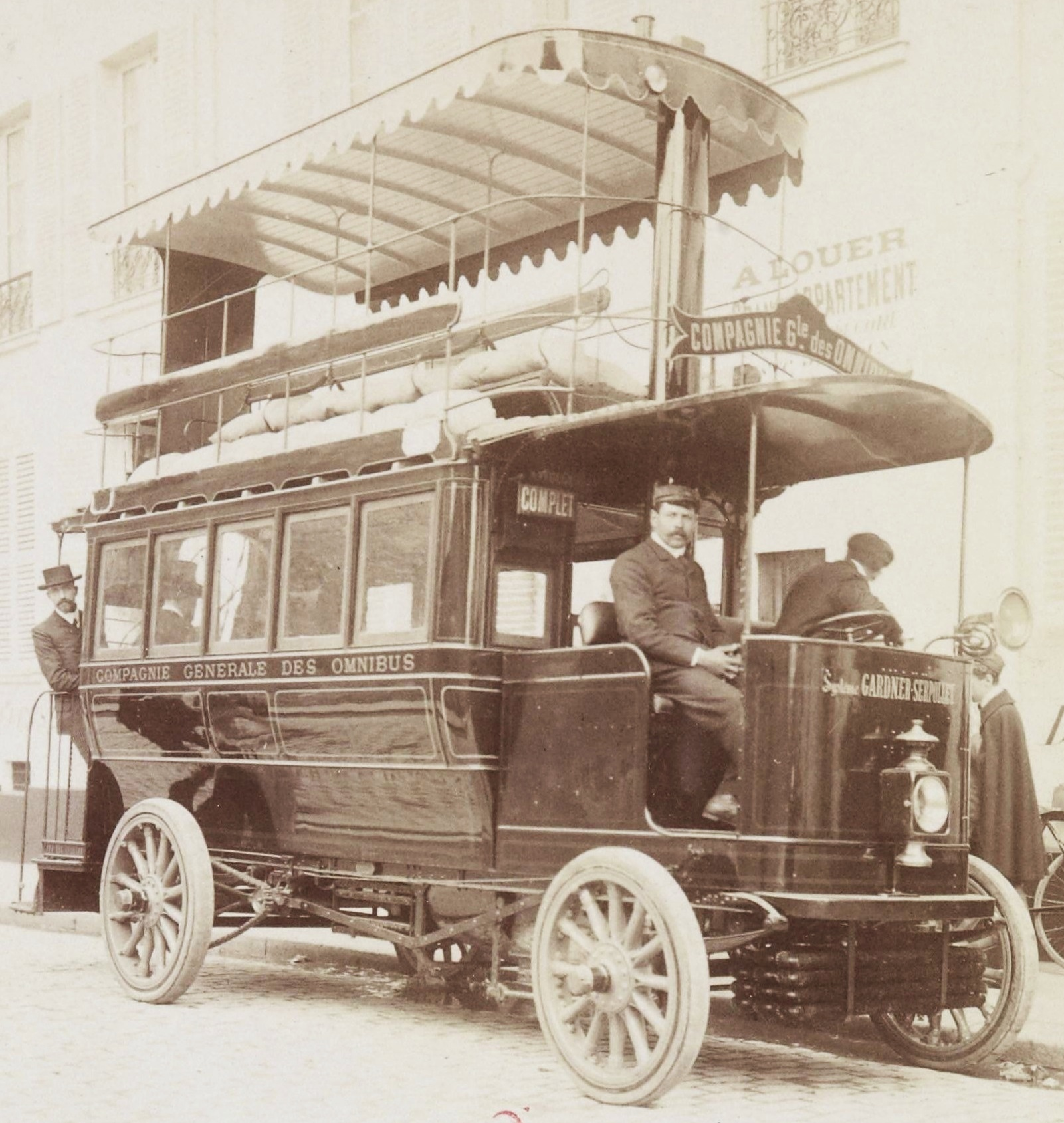
Un omnibus Serpollet de la Compagnie Générale (1905).

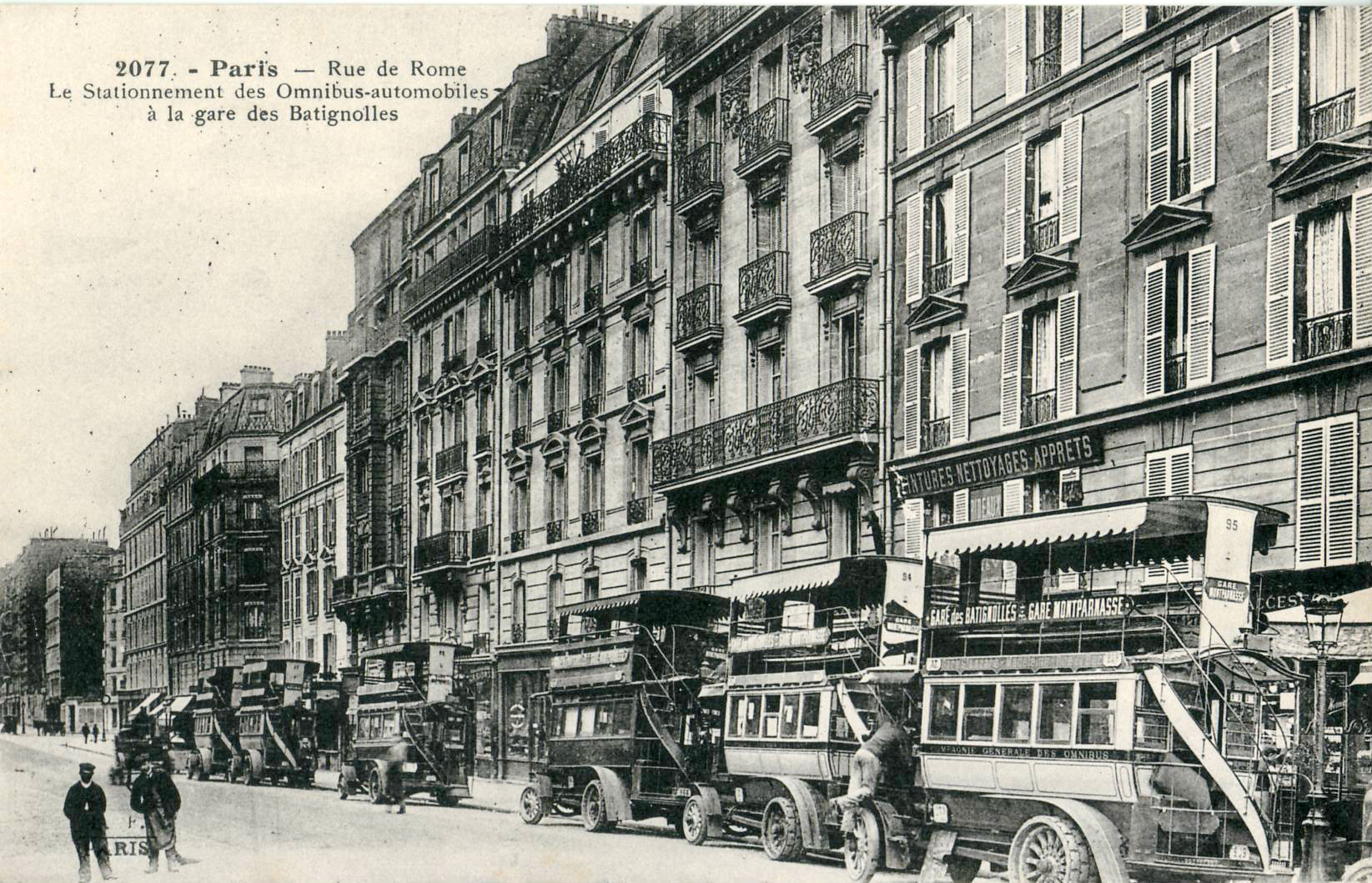
Le terminus de la ligne AL, alors à la gare des Batignolles.

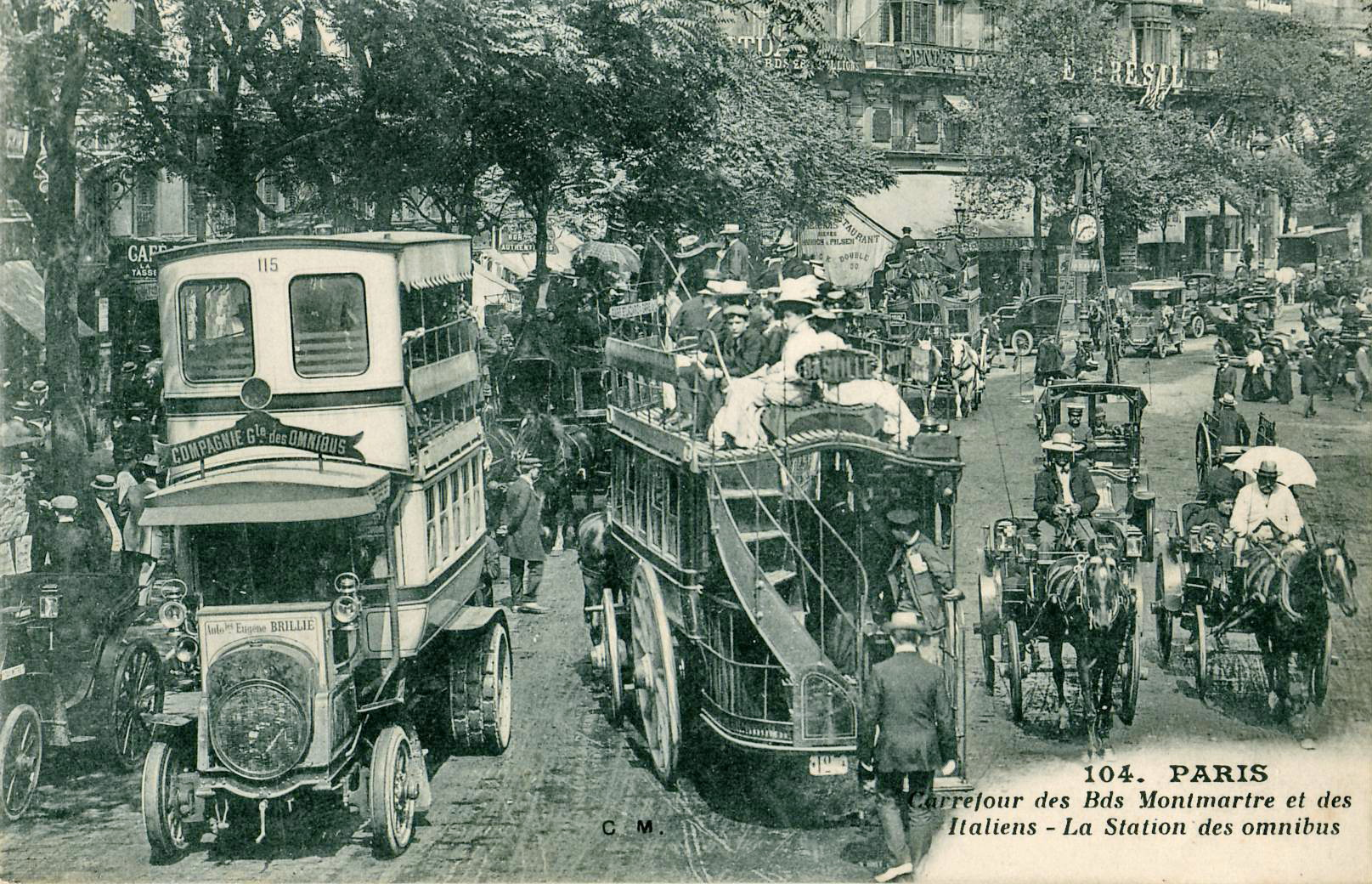
Un autobus Brillié-Schneider type P2 au carrefour des boulevards des Italiens et de Montmartre, avant la Première Guerre mondiale.

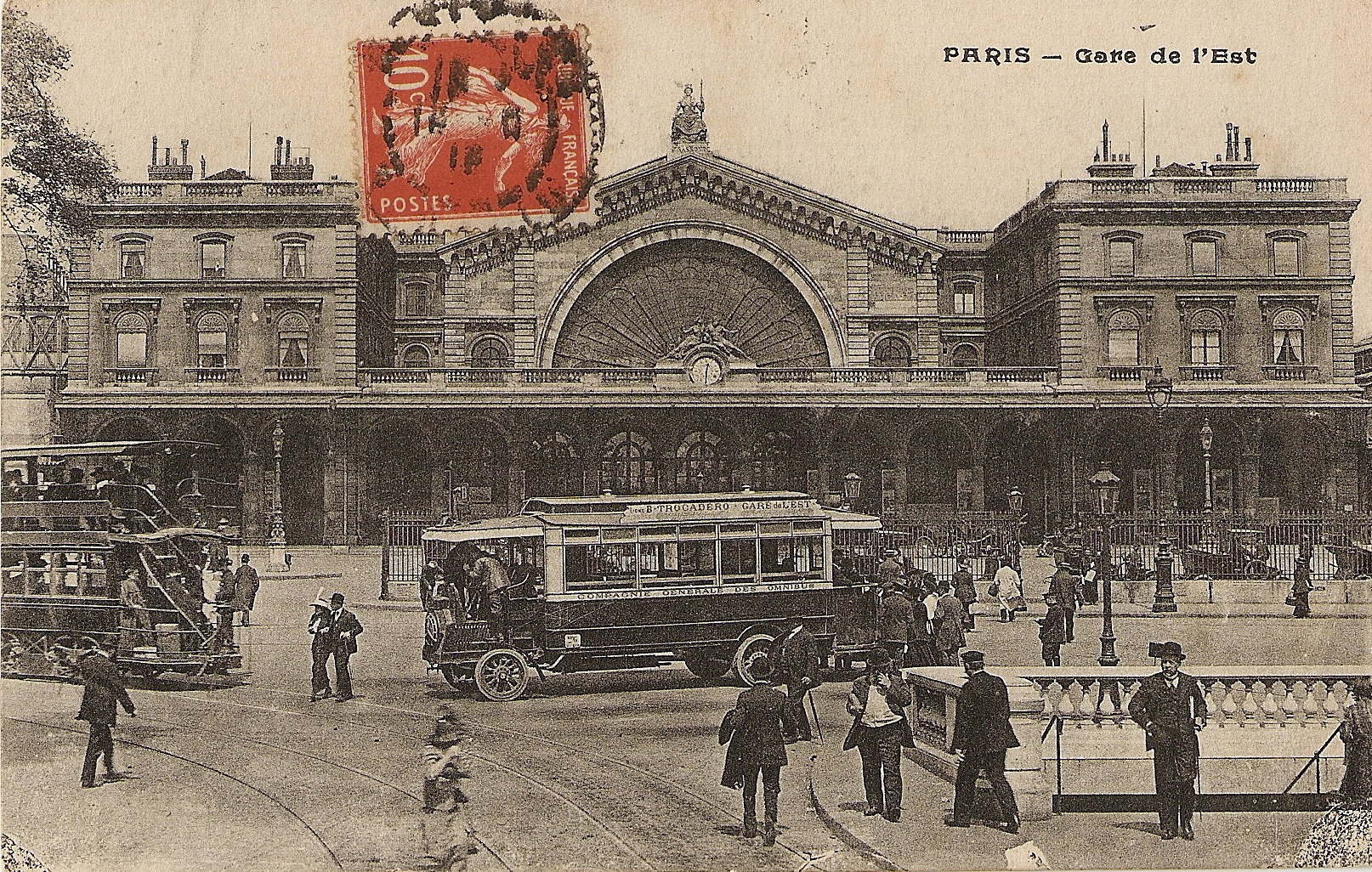
Un autobus de la ligne B (Trocadéro-gare de Paris-Est) devant l'entrée de la station du métro, alors exploité par la CMP.

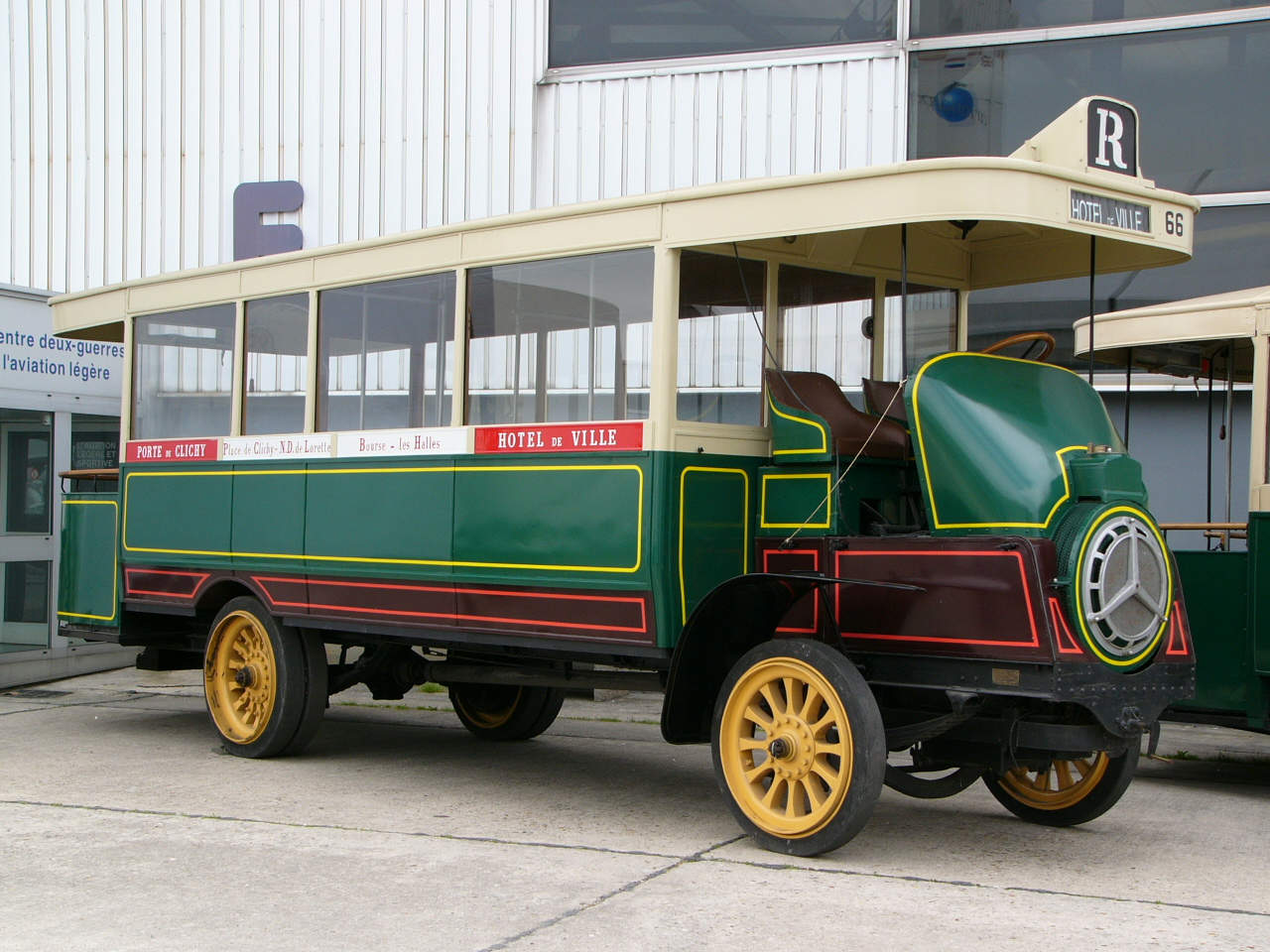
Bus CGO de type H (1916 → 1938).

Au début du XXe siècle, les omnibus commençaient à être démodés et le coût de la cavalerie nécessaire pour les tracter, incite la CGO à étudier des solutions de remplacement moins onéreuses que la création de lignes de tramways, avec leurs voies ferrées.
L'autobus, utilisé dès 1895 à Berlin et 1900 à Londres, apparaissait donc comme une solution prometteuse.
La CGO définit un cahier des charges et lance un appel d'offres aux constructeurs automobiles pour la réalisation de prototypes de châssis-moteur de ce qu'on appelait alors les omnibus automobiles, afin que la CGO  installe sur le châssis, une caisse d'omnibus à chevaux de type 1889
Neuf véhicules sont expérimentés sur une ligne spéciale de desserte du salon de l'automobile de 1905.
Il s'agissait : 
- d'un véhicule à vapeur, de type Serpollet
- deux véhicules pétroléo-électriques (moteur à essence alimentant une génératrice électrique) fournis par Krieger et De Dion-Bouton
- six véhicules à essence et transmission mécanique construits notamment par Latil, Brillié-Schneider, Panhard[31],[30]

La CGO retient le modèle P2 de Brillié-Schneider, et commande 150 châssis. En effet, ce sont les ateliers de la CGO qui montèrent les caisses, provenant d'anciens d'omnibus à impériales.
Le modèle P2 mesure 5,20 m de long, avec un empattement de 3,65 m, une garde au sol de 73 cm, une hauteur de 4,20 m, et est équipé d'un moteur 4 cylindres de 35 chevaux accouplé à une boîte de vitesses à trois rapports avant et une marche arrière,.
La première ligne régulière équipée en autobus fut la ligne AM, Montmartre-Saint-Germain-des-Prés le 11 juin 1906.
Bientôt, six lignes sont exploitées et 151 autobus Brillié-Schneider P2 sillonnent Paris, sur les lignes : 
- C (Porte de Neuilly - Palais-Royal) le 20 juin 1906,
- J (Montmartre - Place Saint-Michel) le 1er novembre 1906,
- I (Place Pigalle - Halle-au-vin) le 20 janvier 1907,
- AL (Porte d'Asnières - Gare Montparnasse) le 24 mars 1907,
- puis les lignes H (Avenue de Clichy - Odéon) et A (Gobelins - Notre-Dame de Lorette) le 30 juin 1907[8],[33].

La CGO commande ensuite :
- le PB2 Schneider, à 627 unités (ou 685[8]) dotés de la même motorisation que le P2, mais avec une longueur portée à 7,53 m, ce qui lui permet d'offrir de 12 à 16 places en première classe et de 19 à 23 places en seconde classe. Leur poids à vide était de 5,4 t ;
- des autobus De Dion-Bouton type DA (263 unités), qui sont livrés en 1913, avec un moteur à 4 cylindres de trente chevaux, et d'une capacité de 31 places (dont 12 de première classe), longs de 6,91 m, hauts de 3,08 m, dotés d'un empattement de 3,56 m et d'un poids à vide de 5,07 t.

Après un accident survenu à l'Étoile, la CGO décide de supprimer les impériales, et installe de nouvelles caisses à plate-forme arrière et entrée axiale sur une centaine de châssis PB2, ces autobus prenant l'appellation Brillié-Schneider P3,.

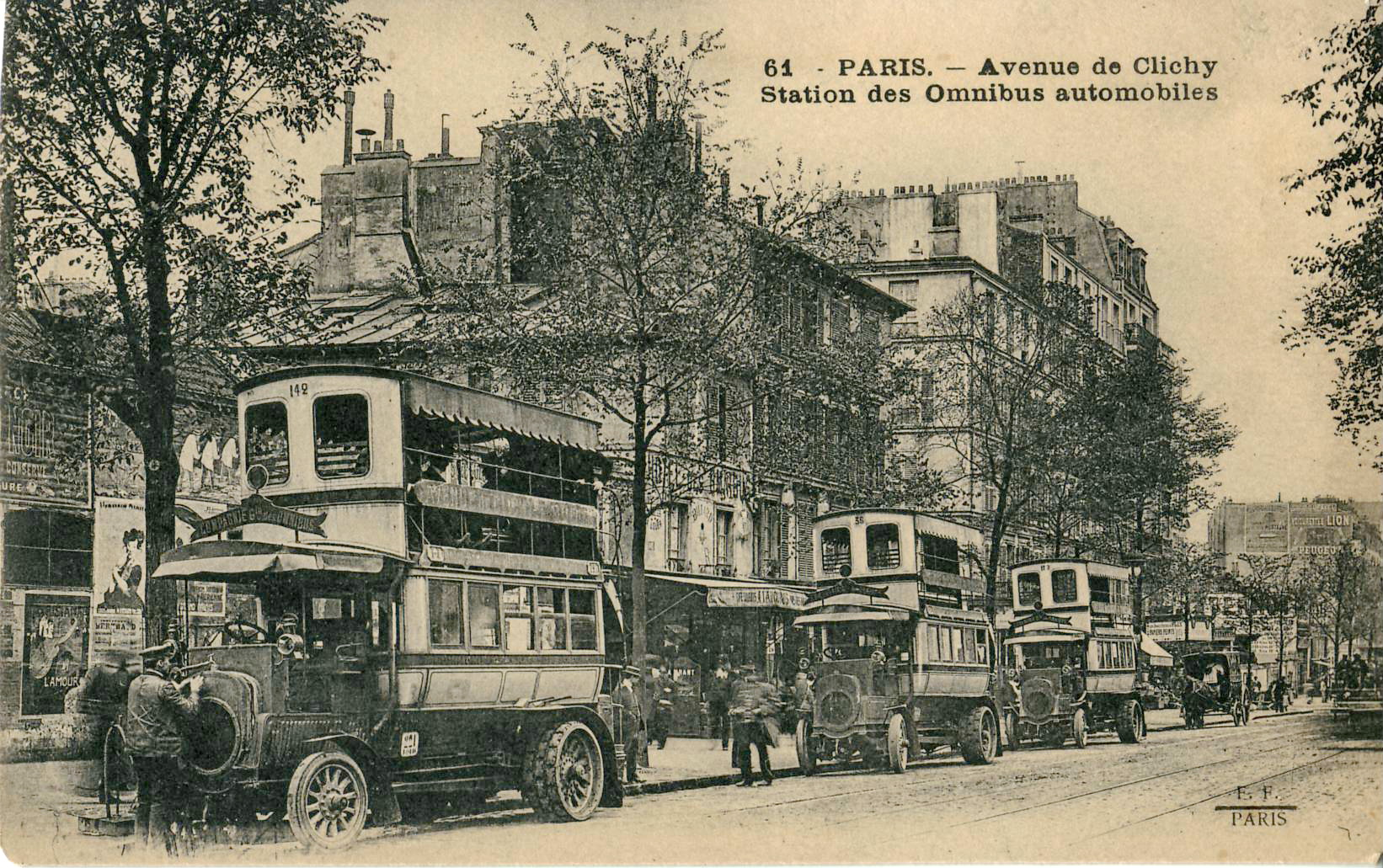
Trois autobus Brillié P2, avenue de Clichy.
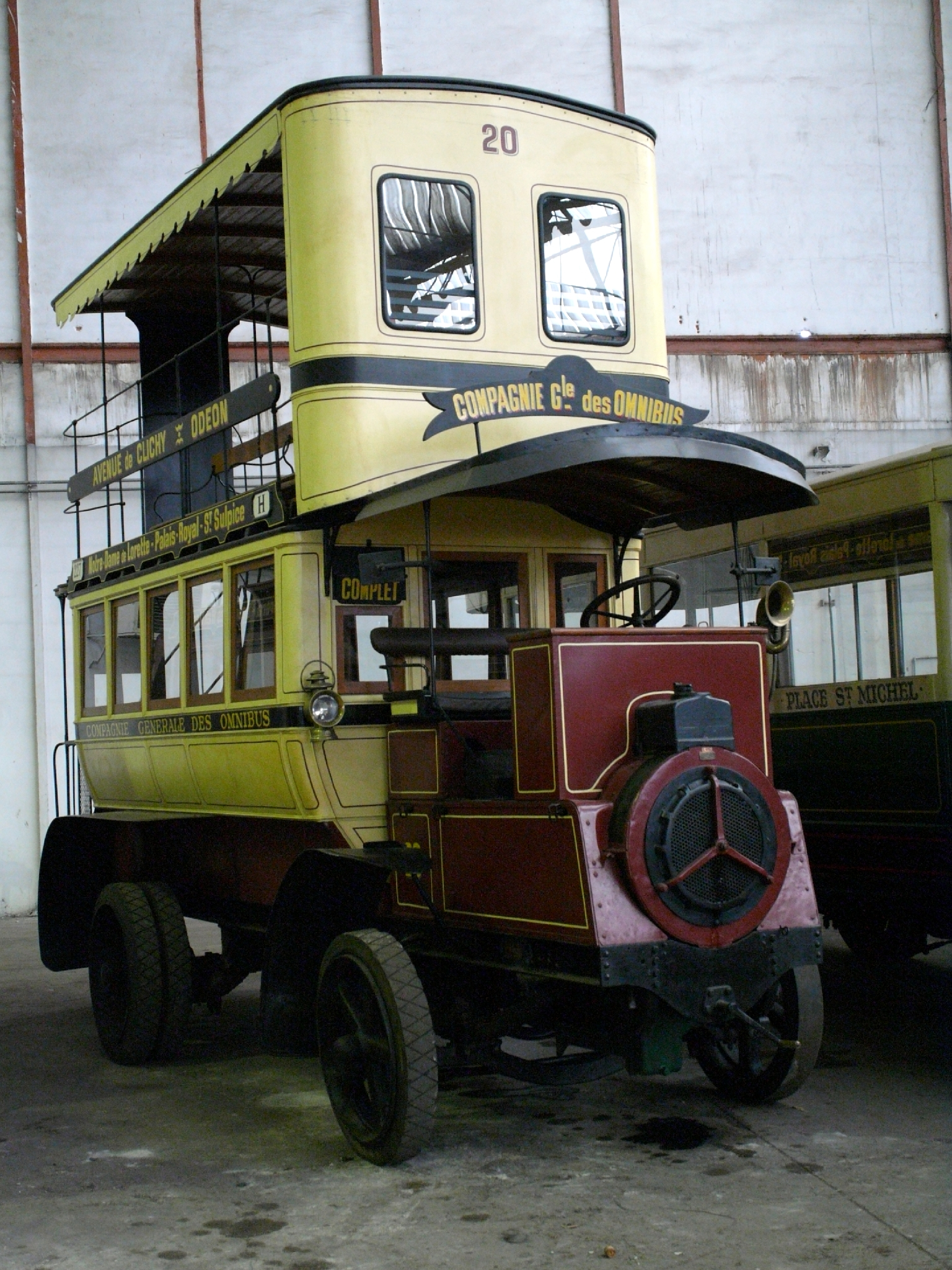
Réplique d'un Brillié-Schneider P2, conservé par l'AMTUIR.
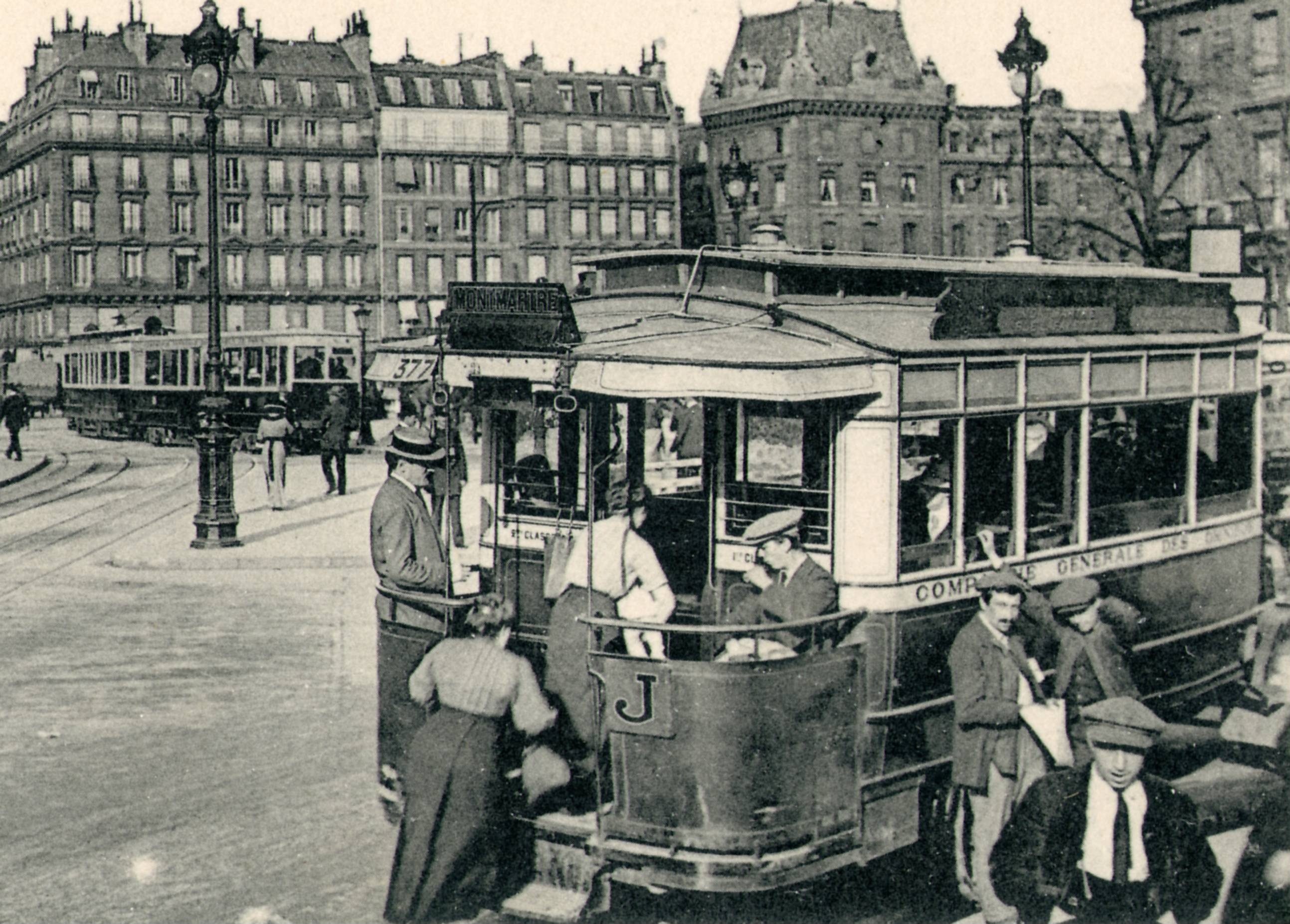
Autobus à plate-forme de la ligne J, place Saint-Michel.
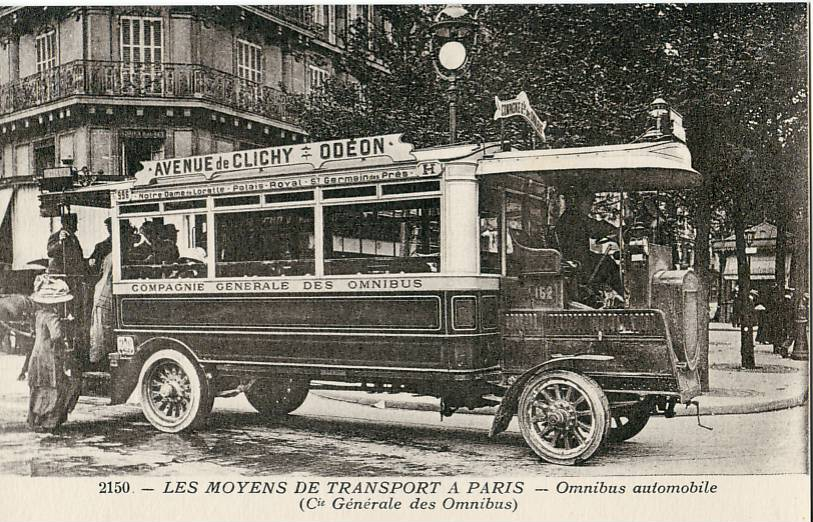
Autobus à plate-forme de la ligne H (Avenue de Clichy - Odéon).
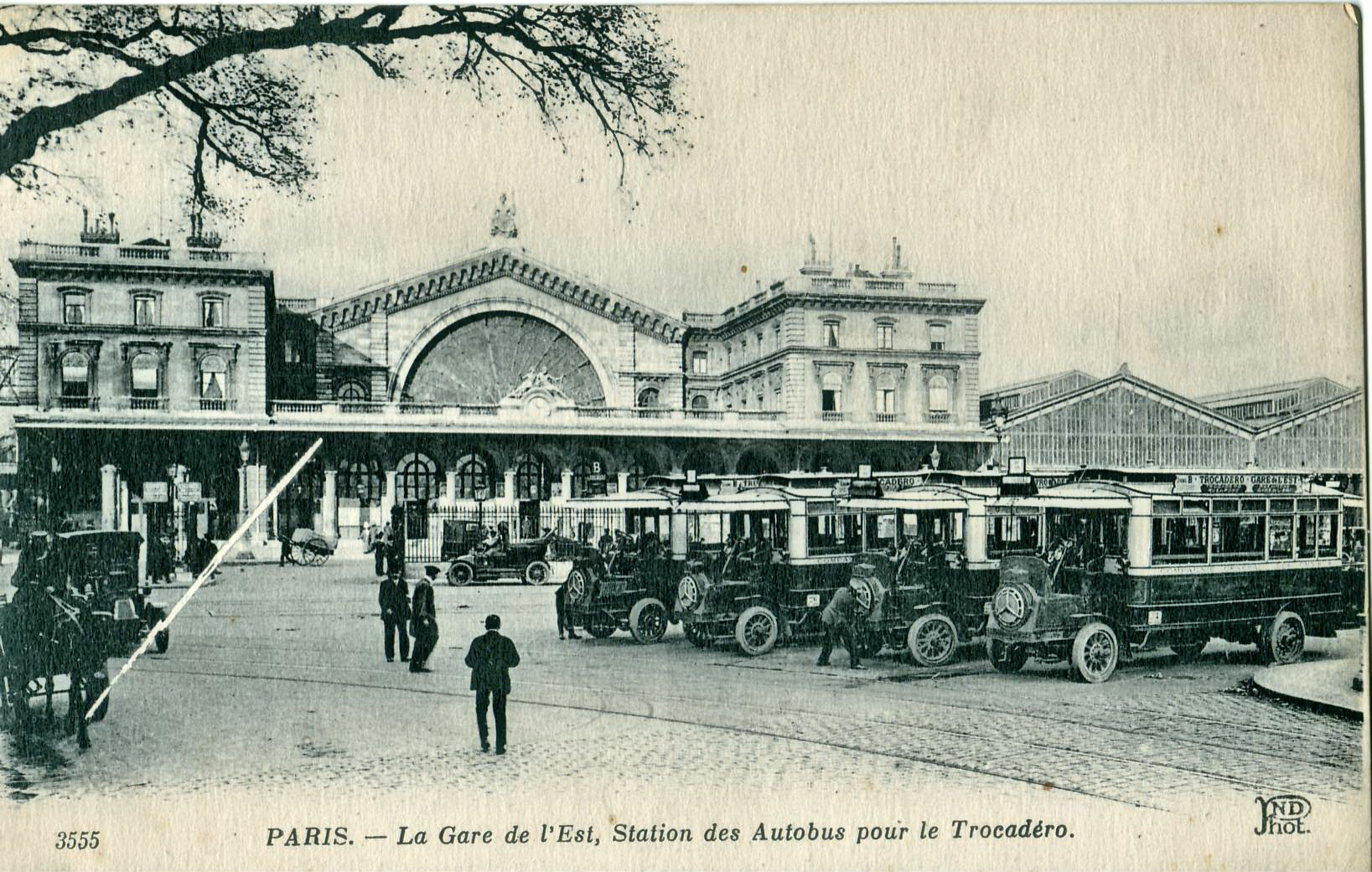
Bus au terminus de la gare de l'Est pour le Trocadéro.
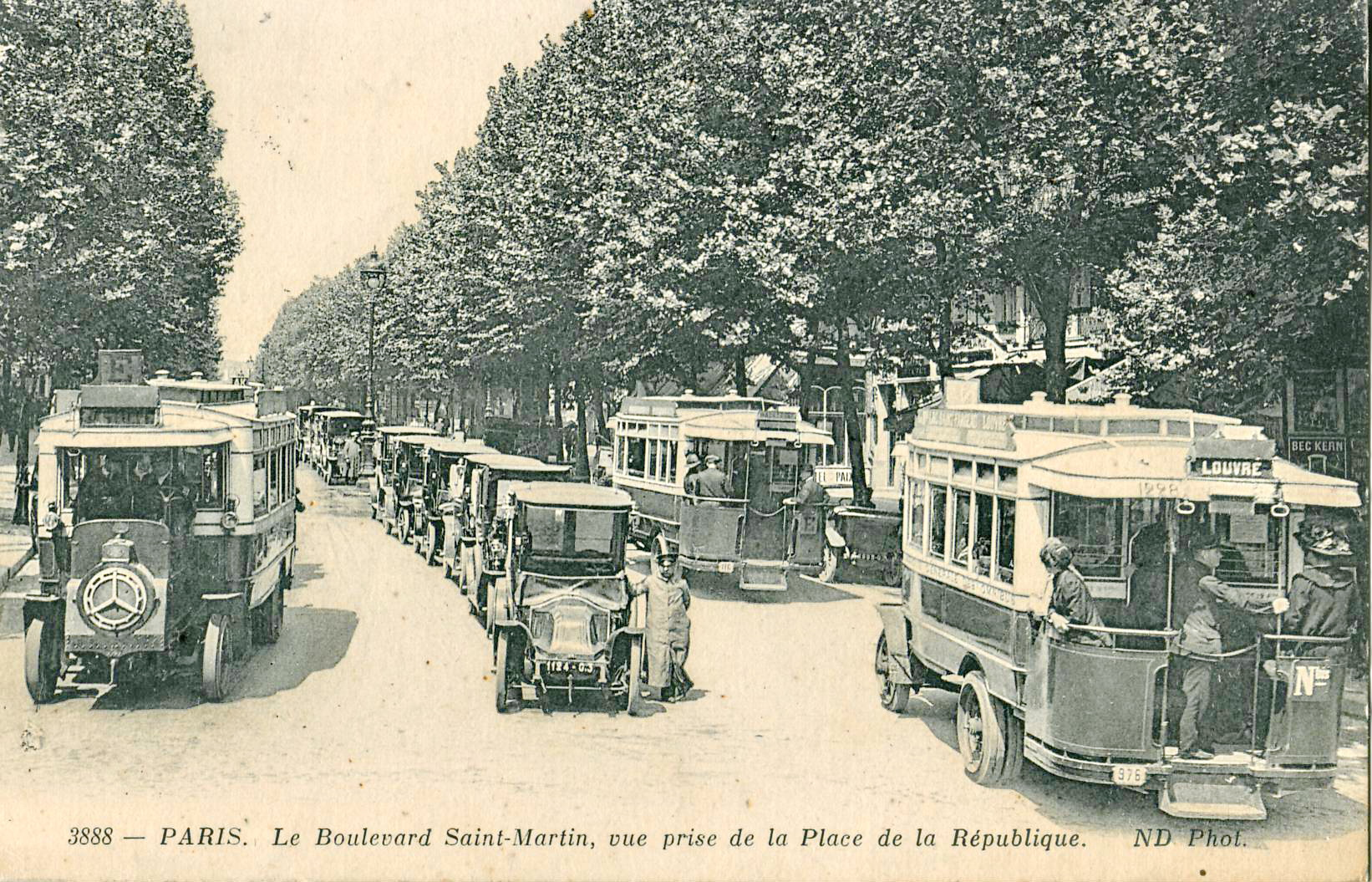
Bus à plate forme de la ligne E, avant la Première Guerre mondiale, boulevard Saint-Martin.